# 孫吳行政區劃
孫吳行政區劃，大體上沿習了東漢以來的州、郡及縣政區制度。孫吳的疆域北至長江、淮河一帶及漢江、長江一帶；西與蜀漢相鄰於長江三峽；東及南至東海、南海，其中最南達現在越南的中部。

## 概況

三國政區示意圖

孫吳疆域的經略始於東漢獻帝興平二年（195年）孫策渡江，討平江東劉繇、嚴白虎等地方勢力，略有東漢揚州刺史部的大半地區，丹陽、吳郡、會稽、豫章、廬陵、廬江六郡，此時期的政區建置主要以縣級政區為主。建安五年（200年）孫策死，孫權繼位。孫權時，鼎立局面逐漸形成，孫吳在原江東六郡的基礎上，出兵深入各郡險地征討山越，還向西向南拓展。赤壁之戰後陸續獲得荊州西部、交州，雖然劉備分得荊州南部，但是後來孫權跟劉備再訂和約，以湘水為界，最後在呂蒙擊敗關羽後，更獲得整個荊州南部，奠定了孫吳疆域的輪廓。至孫權稱帝後疆域方穩定下來。經過孫權的若心經營，孫吳疆域「西屠庸蜀之郊，北裂淮漢之涘，東苞百越之地，南括群蠻之表」（《吳志·孫皓傳》注引陸機《辦亡論》）。此時期的政區建置主要從郡縣深險之地及北界西界敵對勢力的經略著手。
孫亮、孫休在位期間，三國鼎立格局相對穩定，境內也相對安定，處於平穩發展時期，此時期的政區建置主要示地區經濟發展的需要而作局部調整。孫皓時期，三國鼎立局面瓦解，處於吳晉南北實力極不均衡的對峙局面，在外有西晉王朝勢力瀕瀕介入，及內部叛亂勢力與敵對政權遙相呼應的情形下，此時期的政區建置體現為統縣政區的劃小，其中廣、交二州在軍事行動中，孫吳投入大量的軍事和人力，刺激了地區開發，辟置了大量新縣及規劃新郡。至孫吳天紀四年（280年）降晉時，史載「濬收其圖籍，領州四，郡四十三，縣三百一十三」（《吳志·孫皓傳》注引《晉陽秋》）。據近人陳健梅的統計，共領有4州、45郡、2都尉、1典農校尉、2屬國及328縣。
| 孫吳行政區 | 孫吳行政區               | 孫吳行政區                                                                               | 孫吳行政區                         |
| 州名       | 郡數 （不含都尉 、屬國） | 郡名 郡級都尉                                                                            | 廢郡                               |
| ---------- | ------------------------ | ---------------------------------------------------------------------------------------- | ---------------------------------- |
| 揚州       | 15                       | 廬江、蘄春、丹陽、新都、吳郡、吳興、會稽、東陽、臨海、建安、豫章、鄱陽、廬陵、臨川、安成 | 九江、廣陵、臨川、東安、雲陽、古鄣 |
| 揚州       | 15                       | 毗陵典農、廬陵南部                                                                       | 九江、廣陵、臨川、東安、雲陽、古鄣 |
| 荊州       | 15                       | 南郡、宜都、建平、江夏、武陵、天門、長沙、衡陽、湘東、零陵、始安、昭陵、桂陽、始興、臨賀 | 西陵、固陵、武昌、營陽             |
| 廣州       | 6                        | 南海、蒼梧、鬱林、桂林、高涼、高興                                                       |                                    |
| 交州       | 7                        | 合浦、珠崖、交趾、新昌、武平、九真、九德                                                 | 日南、寧浦                         |
| 交州       | 7                        | 合浦北部、日南屬國                                                                       | 日南、寧浦                         |

## 揚州

### 州域範圍
範圍相當於今天的江蘇（高郵、天長縣以南）、安徽（霍山、廬江縣以南）兩省南部部分及浙江、江西、福建3省全部。

### 歷史沿革
東漢興平二年（195年），孫策向袁術借兵馬，率兵攻取揚州。平定江東後，在袁術自行稱帝後，與其決裂，自立門戶。曹操控制的許縣朝廷拜其為討逆將軍，封吳侯。建安五年（200年）孫策死後，其弟孫權繼位，繼承其兄遺志，在短時間內穩住了江東形勢。其後孫權鎮壓揚州境內的山越反叛。赤壁之戰後，與曹魏長期在長江、淮河一帶對峙，雙方在此地爆發過五次較大型的衝突，吳軍皆未能攻克魏軍守勢，北進之路從未展開。
黃龍元年（229年），孫權稱帝，國號為吳，同年將都城從武昌遷往建業（今江蘇省南京市）。孫權稱帝後，設置農官，實行屯田，平定山越，新置郡縣，促進了江南經濟的發展。晚年孫權在在繼承人問題上反覆無常，引發起朝中大臣因分別支持太子（孫和）和魯王（孫霸）而分裂，陸遜等重臣都受到牽連，使政局更加混亂。最終孫和被廢而孫霸被賜死，改由幼子孫亮為太子。
孫權臨終時以諸葛恪為輔政大臣，輔助太子孫亮。孫亮即位後，諸葛恪獨攬軍政，初期籠絡民心，東興之戰勝利後頗有眾望；但事後因輕敵徵調20萬大軍大舉進攻魏國，圍攻合肥新城久攻不下，最終大敗而回，漸失民心。建興二年冬（253年）為吳宗室孫峻所刺殺諸葛恪，並夷滅三族。孫峻誅殺諸葛恪後，升任丞相大將軍，都督國內外諸軍事，授予符節，封富春侯。五鳳二年（255年），孫峻帶兵與魏國於淮河一帶交戰獲勝，魏將文欽投降。次年，孫峻派遣呂據等將領進攻魏國，但孫峻在戰爭期間病逝，死前將事託付給堂弟孫綝。後孫綝罷黜孫亮為會稽王，迎立孫休為帝，不久又為孫休所殺。
元興二年（265年），曹魏丞相司馬昭滅蜀後病逝，其子司馬炎接任，並在同年廢魏帝自立，建立晉，遣使與吳講和。然孫皓即位期間盡情享樂、好酒色、興土木，吳國政局逐步混亂。天紀三年（279年），司馬炎下令六路晉軍攻吳，勢如破竹，吳軍毫無抵抗之力。天紀四年（280年）三月十五日（西曆5月1日）晉軍兵臨建業，吳主孫皓率太子孫瑾、魯王孫虔等21人出城投降。

### 行政區劃

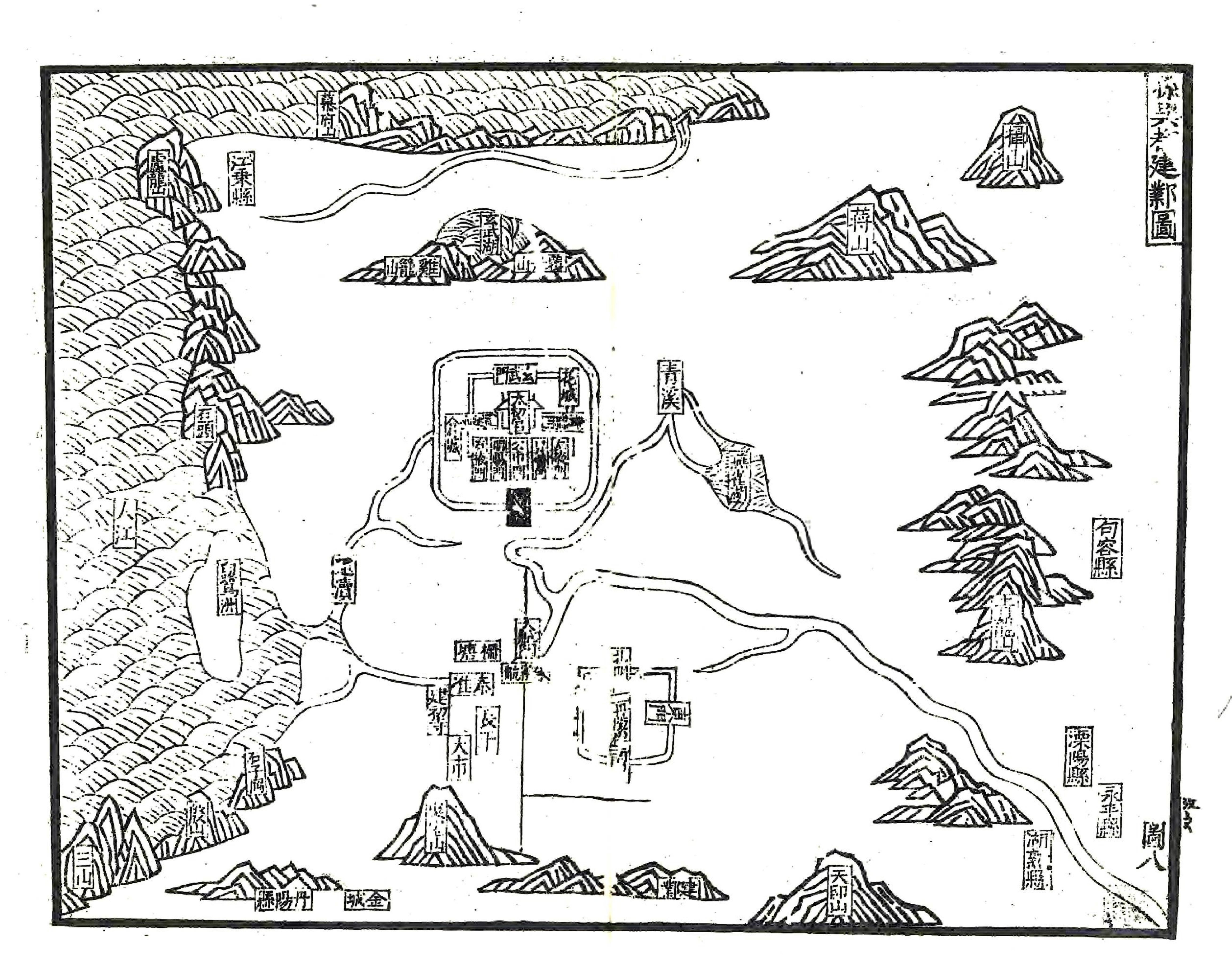
金陵古今圖考-孫吳都建鄴圖

#### 州治
孫吳揚州治建業縣（今江蘇省南京市江寧區南秣陵鎮）。

#### 郡級行政區
孫吳時，據有東漢時期的丹陽郡、會稽郡、吳郡和豫章郡全部，及九江郡、廬江郡、廣陵郡的一部分，其中九江郡、廣陵郡為境上郡，建置不常。漢末置廬陵、新都、鄱陽、臨川、彭澤、蘄春6郡及地位相當於郡級政區的毗陵典農校尉（赤烏以前稱「吳郡西部都尉」），《建康實錄》卷一記黃武元年揚州「所統一十四郡，一百四十八縣」，14郡即上述所述的諸郡，而當中的彭澤、九江、廣陵、臨川4郡不常置，所置時間不久。三國時期新置有東安、故鄣、吳興、東陽、臨海，建安、臨川，安成8郡及廬陵南部都尉。僅東安、故鄣2郡，因建置時間不久而廢止。至孫吳末期，揚州轄有15郡、1都尉、1典農校尉。
廬江郡
東漢舊郡。孫策平定江東以後，於東漢建安四年（199年）擊破廬江太守劉勳，拔取廬江郡。建安五年（200年）孫策去世，孫權繼任，太守李術不肯服從。孫權舉兵大破李術後，以孫河為太守，但並未控有此地。建安十九年（214年），孫權攻克皖城，再次據有廬江。郡治皖縣（今安徽省潛山縣），領皖、尋陽2縣。黃初二年（221年）尋陽縣移屬武昌郡。吳末領皖縣。
蘄春郡
建安十三年（208年）東吳破黃祖據江夏郡南境後置，建安十八年（213年）後一度入魏，黃武二年（223年）破曹魏太守晉宗後，重回入吳。郡治蘄春縣（今湖北省蘄春縣西北），領蘄春、邾2縣。黃武年間（222年-229年）武昌郡廢，尋陽縣來隸；漢末吳初時已置安豐縣。吳末領蘄春、安豐、邾、尋陽4縣。
丹陽郡
東漢舊郡。建安初，孫策平定江東後領有該郡。郡治建業縣（今江蘇省南京市江寧區南秣陵鎮）。黃武元年（222年）徙治蕪湖縣（今安徽省蕪湖市）。五鳳元年（254年）徙治宛陵縣（今安徽省宣州市）。初領建業、宛陵、溧陽、丹陽、故鄣、潛、蕪湖、湖熟、句容、江乘、春穀、宣城、安吉、原鄉、寧國、懷安、廣德、始安、永平19縣。
吳時省溧陽縣為屯田都尉，湖熟、江乘2縣為典農都尉，新置於湖督農校尉。黃武五年（226年）於潛縣移屬東安郡，黃武七年（228年）郡廢復歸。黃武以後廢臨川郡，所屬臨城、石城、涇、安吳、陵陽5縣改隸丹陽。嘉禾元年（232年）以前置臼陽縣。永安年間（258年-264年）置故鄣郡，陵陽、懷安、寧國等10餘縣屬之，丹陽郡僅領6縣；不久故鄣廢郡，10餘縣復歸丹陽；寶鼎元年（266年）故鄣、於潛、安吉、原鄉4縣移屬吳興郡。
吳末領建業、丹陽、蕪湖、宛陵、宣城、涇、石城、陵陽、春穀、句容、永平、安吳、寧國、廣德、懷安、臨城、始安、臼陽18縣及溧陽（屯田都尉）、湖熟（典農都尉）、江乘（典農都尉）、於湖（督農校尉）4尉。
新都郡
東漢建安十三年（208年）析丹陽郡置。郡治始新縣（今浙江省淳安縣千島湖西北、威坪島附近），尋移治賀城（今千島湖南山島附近），領始新、黟、歙、新定、黎陽、休陽6縣。後休陽縣改名海陽縣（258年左右）。吳末領始新、黟、歙、新定、黎陽、海陽6縣。
吳郡
東漢舊郡。建安初，孫策平定江東後領有該郡。郡治吳縣（今江蘇省蘇州市），領吳、海鹽、烏程、餘杭、毗陵、丹徒、曲阿、由拳、錢唐、富春、陽羡、無錫、婁、永安、臨水、南沙16縣及海昌屯田都尉。黃武四年（225年）分富春縣置建德、桐廬、新昌、新城4縣。黃武五年（226年）富春、錢唐、建德、桐廬、新昌、臨水、新城7縣移屬移屬東安郡，黃武七年（228年）郡廢復歸。黃龍三年（231年）由拳縣改名禾興縣；廢新城（不知何時）、無錫（約赤烏年間）2縣；禾興縣改名嘉興縣（242年改名）。寶鼎元年（266年），烏程、陽羨、餘杭、臨水、永安5縣移屬吳興郡。
吳末領吳、嘉興、海鹽、富春、婁、錢唐、建德、桐廬、新昌、毗陵、武進、雲陽12縣及海昌屯田都尉。
附：毗陵典農校尉
約漢末吳初左右置吳郡西部都尉，以吳郡無錫縣以西4縣屬之，赤烏以前己改稱毗陵典農校尉。校尉治毗陵縣（今江蘇省常州市），轄毗陵、丹徒、曲阿、無錫4縣。漢末吳初時已廢無錫縣（不詳何時）；嘉禾三年（234年）丹徒、曲阿2縣改名武進、雲陽。吳末時轄毗陵、武進、雲陽3縣。
吳興郡
寶鼎元年（266年）分吳郡、丹陽郡置，郡治烏程縣（今浙江省湖州市南），領烏程、陽羨、餘杭、臨水、永安、故鄣、於潛、安吉、原鄉9縣。至吳末未變。
會稽郡
東漢舊郡。建安初，孫策平定江東後領有該郡。郡治山陰縣（今浙江省紹興市），領山陰、鄮、烏傷、諸暨、永興、太末、上虞、剡、餘姚、句章、鄞、章安、永寧、候官、新安、長山、吳寧、建安、漢興、南平、豐安、松陽、建平、定陽、始寧26縣。
孫權時分章安縣置臨海（漢末吳初之際）、始平（漢末吳初之際）、羅陽（漢末吳初之際）、平昌（239年分太末置）、永康（245年分烏傷置）、武義（245年分烏傷置，後廢）6縣。太平二年（257年）以東部都所屬6縣置臨海郡，南部都尉所屬5縣置建安郡；寶鼎元年（266年）以西部都尉所屬9縣置東陽郡。吳末領山陰、上虞、餘姚、句章、鄞、鄮、剡、諸暨、永興、始寧10縣。
東陽郡
東漢時已時置會稽西部都尉，管轄會稽郡西部的烏傷、太末、新安、長山、豐安、吳寧、定陽、永康8縣，後增轄平昌、武義（後廢縣）2縣。寶鼎元年（266年）以都尉所屬9縣置郡。郡治長山縣（今浙江省金華市），領長山、烏傷、太末、新安、豐安、吳寧、定陽、永康、平昌9縣。吳末時領縣未變。
臨海郡
東漢末期吳置會稽東部都尉，管轄會稽郡東部的章安、永寧、松陽3縣，後增轄臨海、南始平、安陽3縣。太平二年（257年）以都尉所屬6縣置郡。郡治章安縣（今浙江省台州市椒江區江北章安街道），領章安、永寧、松陽、臨海、南始平、羅陽、羅江（257年左右置）7縣。孫皓時羅陽縣改名安陽縣。至吳末未變。
建安郡
東漢末期吳置會稽南部都尉，管轄會稽郡南部的建安、候官、建平、南平、漢興5縣。永安三年（260年）以都尉所屬5縣置郡。郡治建安縣（今福建省建甌市南），領建安、候官、建平、昭武（本南平縣，260年改名）、吳興（本漢興縣，260年改名）、將樂（260年立）、南平（260年立）、東安（260年左右立）8縣。至吳末未變。
豫章郡
東漢舊郡。郡治南昌縣（今江西省南昌市），領南昌、海昏、建城、建昌、艾、彭澤、新淦、永修、新吳、上蔡、漢平、西安、富城、柴桑、南城、臨汝、宜春17縣。
吳時柴桑縣移屬武昌郡（221年），新置宜豐（孫權時）、陽樂（黃武年間）2縣；太平二年（257年）以東部都尉所屬南城、臨汝2縣置臨川郡；寶鼎二年（267年）宜春縣移屬安成郡。吳末領南昌、海昏、建城、建昌、艾、彭澤、新淦、永修、新吳、上蔡、漢平、西安、富城、宜豐、陽樂15縣。
鄱陽郡
東漢建安十五年（210年）東吳析豫章郡置。郡治鄱陽縣（今江西省鄱陽縣東北），領鄱陽、餘汗、鄡陽、上饒、葛陽、樂安、鍾陵、廣昌、歷陵、東安10縣。吳時廢東安縣，吳末領9縣。
廬陵郡
東漢初平二年（191年）丹陽人僮芝於豫章郡南部私設廬陵郡，自稱廬陵太守，建安五年（200年）東吳取廬陵郡後保留該郡。郡治高昌縣（今江西省吉安市西南），領高昌、石陽、巴丘、興平、遂興、雩都、贛、南野、平都、永新、南安11縣。吳時遂興縣改名新興縣（孫權時），置陽城（不詳何時）、平陽（不詳何時）、揚都（孫權時）、揭陽（236年置）、東昌（孫皓時）、西昌（不詳何時）、吉陽（265年置）7縣。寶鼎二年（267年）永新縣移屬安成郡。吳末領高昌、石陽、巴丘、興平、新興、陽城、東昌、西昌、吉陽、雩都、贛、南野、南安、揭陽、揚都、平陽16縣。
附：廬陵南部都尉
嘉禾五年（236年）時以廬陵郡南部4縣屬之。都尉治雩都縣（今江西省于都縣北），初轄雩都、贛、南野、南安、揭陽5縣。後增轄揚都、平陽2縣。吳末轄雩都、贛、南野、南安、揭陽、揚都、平陽7縣。
臨川郡
吳時已置豫章東部都尉，管轄豫章郡東部的南城、臨汝2縣。太平二年（257年）以都尉所屬2縣置郡。郡治南城縣（今江西省南城縣東南），領南城、臨汝、東興（257年左右置）、南豐（257年置）、宜黃（257年置）、新建（257年置）、安浦（257年置）、西平（257年置）、西城（257年置）、永城（257年左右置）10縣。至吳末未變。
安成郡
寶鼎二年（267年）分豫章、廬陵、長沙3郡置。郡治平都縣（今江西省安福縣東南，瀘水東岸），領平都、永新、宜春、安成、新渝（267年左右置）、萍鄉（267年置）6縣。至吳末未變。
九江郡（境上郡）
東漢舊郡。黃武四年（225年）以全琮為九江太守，後以魏降將馬茂領太守之職。因為為江淮邊境之地，未有行政區的建置。
廣陵郡（境上郡）
東漢舊郡。吳初以孫韶為廣陵太守，後以吳穰領太守之職。因為為江淮邊境之地，未有行政區的建置。
臨川郡（已廢）
東漢建安年間孫權析丹陽郡置，郡治不詳，領臨城、石城、春穀、涇、安吳、陵陽等數縣。黃武以後廢郡，併入丹陽郡。
東安郡（已廢）
黃武年間。因當時丹陽、吳、會稽3郡的山民再次成為寇賊，攻沒3郡的屬縣，孫權於是於黃武五年（226年）七月「分三郡惡地十縣置東安郡」，以全琮為太守。黃武七年（228年）三月廢東安郡，所屬10縣復歸三郡。郡治所在，《吳錄》記載在富春縣。所領10縣，當為吳郡的富春、建德、桐廬、新昌、新城、錢唐、臨水7縣，丹陽郡於潛縣，會稽郡的新安、太末2縣。
故鄣郡（已廢）
永安年間（258年-264年）分丹陽郡溧水縣以南地區置。郡治陵陽縣（今安徽省石台縣東北太平湖），領懷安、寧國、陵陽等10餘縣。不久廢郡復歸丹陽郡。
雲陽郡（已廢）
《吳志·顧邵傳》記載有雲陽郡。孔祥軍認為該郡嘉禾年間曾置，不久即廢。
巴丘郡（存疑）
《太平寰宇記》引《輿地志》云孫皓分新淦、石陽2縣置巴丘郡，旋即省併。

#### 縣級行政區
| 揚州（州治：建業縣）                                                                                        |                                                                   |              |                                          | |                                                                                                |
| 說明：本表為吳國天紀四年（280年）揚州各郡所轄的縣份；以深灰色表示者，為曾經建置，後因種種原因而不存在的縣份 |                                                                   |              |                                          | |                                                                                                |
| 郡名 （縣數）                                                                                               | 郡治                                                              | 縣名         | 今地位置(2012年12月)                     | 隸屬郡國                                                                                            | 備注                                                                                           |
| 九江郡 |                                                                   | 阜陵縣       |                                          | | 東漢末廢棄縣份。地為吳據。                                                                     |
| 九江郡 | 全椒縣                                                            |              |                                          | 東漢末廢棄縣份。地為吳據。                                                                          |                                                                                                |
| 九江郡 | 歷陽縣                                                            |              |                                          | 東漢末廢棄縣份。地為吳據。                                                                          |                                                                                                |
| 廣陵郡 |                                                                   | 廣陵縣       |                                          | | 東漢末廢棄縣份。地為吳據。                                                                     |
| 廣陵郡 | 江都縣                                                            |              |                                          | 東漢末廢棄縣份。地為吳據。                                                                          |                                                                                                |
| 廣陵郡 | 高郵縣                                                            |              |                                          | 東漢末廢棄縣份。地為吳據。                                                                          |                                                                                                |
| 廣陵郡 | 堂邑縣                                                            |              |                                          | 東漢末廢棄縣份。地為吳據。                                                                          |                                                                                                |
| 廣陵郡 | 海陵縣                                                            |              |                                          | 東漢末廢棄縣份。地為吳據。                                                                          |                                                                                                |
| 廣陵郡 | 輿縣                                                              |              |                                          | 東漢末廢棄縣份。地為吳據。                                                                          |                                                                                                |
| 廬江郡 （1）                                                                                                | 皖縣                                                              | 皖縣         | 今安徽省潛山縣                           | 廬江郡(220-280)                                                                                     |                                                                                                |
| 廬江郡 （1）                                                                                                | 皖縣                                                              | 臨湖縣       |                                          | | 東漢末廢棄縣份。地為吳據。                                                                     |
| 廬江郡 （1）                                                                                                | 皖縣                                                              | 襄安縣       |                                          | | 東漢末廢棄縣份。地為吳據。                                                                     |
| 蘄春郡 （4）                                                                                                | 蘄春縣                                                            | 蘄春縣       | 今湖北省蘄春縣西北                       | 蘄春郡(220-280)                                                                                     |                                                                                                |
| 蘄春郡 （4）                                                                                                | 蘄春縣                                                            | 安豐縣       | 疑今湖北省羅田縣內                       | 蘄春郡(？-280)                                                                                      | 漢末吳時已置縣。                                                                               |
| 蘄春郡 （4）                                                                                                | 蘄春縣                                                            | 邾縣         | 今湖北省黃岡市                           | 蘄春郡(220-280)                                                                                     |                                                                                                |
| 蘄春郡 （4）                                                                                                | 蘄春縣                                                            | 尋陽縣       | 今湖北省黃梅縣西南                       | 廬江郡(220-221)→武昌郡(221-222?)→蘄春郡(223?-280)                                                   |                                                                                                |
| 丹陽郡 （22）                                                                                               | 建業縣（220年-222年） 蕪湖縣（222年-254年） 宛陵縣（254年-280年） | 建業縣       | 今江蘇省南京市江寧區南秣陵鎮             | 丹陽郡(220-280)                                                                                     |                                                                                                |
| 丹陽郡 （22）                                                                                               | 建業縣（220年-222年） 蕪湖縣（222年-254年） 宛陵縣（254年-280年） | 丹陽縣       | 今安徽省當塗縣東北丹陽鎮                 | 丹陽郡(220-280)                                                                                     | 為孫胤、孫晞侯國。                                                                             |
| 丹陽郡 （22）                                                                                               | 建業縣（220年-222年） 蕪湖縣（222年-254年） 宛陵縣（254年-280年） | 蕪湖縣       | 今安徽省蕪湖市東                         | 丹陽郡(220-280)                                                                                     | 為徐盛、徐楷侯國。                                                                             |
| 丹陽郡 （22）                                                                                               | 建業縣（220年-222年） 蕪湖縣（222年-254年） 宛陵縣（254年-280年） | 宛陵縣       | 今安徽省宣州市                           | 丹陽郡(220-258?)→古鄣郡(258?-264?)→丹陽郡(264?-280)                                                 | 前為諸葛瑾、諸葛融侯國，後為孫壹侯國。                                                         |
| 丹陽郡 （22）                                                                                               | 建業縣（220年-222年） 蕪湖縣（222年-254年） 宛陵縣（254年-280年） | 宣城縣       | 今安徽省宣城市                           | 丹陽郡(220-258?)→古鄣郡(258?-264?)→丹陽郡(264?-280)                                                 | 為蔣壹侯國。                                                                                   |
| 丹陽郡 （22）                                                                                               | 建業縣（220年-222年） 蕪湖縣（222年-254年） 宛陵縣（254年-280年） | 涇縣         | 今安徽省涇縣西北                         | 臨川郡(220-229?)→丹陽郡(229?--258?)→古鄣郡(258?-264?)→丹陽郡(264?-280)                              |                                                                                                |
| 丹陽郡 （22）                                                                                               | 建業縣（220年-222年） 蕪湖縣（222年-254年） 宛陵縣（254年-280年） | 石城縣       | 今安徽省馬鞍山市東南                     | 臨川郡(220-229?)→丹陽郡(229?--258?)→古鄣郡(258?-264?)→丹陽郡(264?-280)                              | 為韓當、韓綜侯國。                                                                             |
| 丹陽郡 （22）                                                                                               | 建業縣（220年-222年） 蕪湖縣（222年-254年） 宛陵縣（254年-280年） | 陵陽縣       | 今安徽省石台縣東北太平湖                 | 臨川郡(220-229?)→丹陽郡(229?--258?)→古鄣郡(258?-264?)→丹陽郡(264?-280)                              | 為周泰、周承侯國。                                                                             |
| 丹陽郡 （22）                                                                                               | 建業縣（220年-222年） 蕪湖縣（222年-254年） 宛陵縣（254年-280年） | 春穀縣       | 今安徽省繁昌縣四北、長江東岸             | 丹陽郡(220-258?)→古鄣郡(258?-264?)→丹陽郡(264?-280)                                                 |                                                                                                |
| 丹陽郡 （22）                                                                                               | 建業縣（220年-222年） 蕪湖縣（222年-254年） 宛陵縣（254年-280年） | 句容縣       | 今江蘇省句容市駐地華陽鎮                 | 丹陽郡(220-280)                                                                                     |                                                                                                |
| 丹陽郡 （22）                                                                                               | 建業縣（220年-222年） 蕪湖縣（222年-254年） 宛陵縣（254年-280年） | 永平縣       | 今江蘇省溧陽市南天目湖鎮古縣村附近       | 丹陽郡(220-280)                                                                                     | 為全尚、何洪侯國。                                                                             |
| 丹陽郡 （22）                                                                                               | 建業縣（220年-222年） 蕪湖縣（222年-254年） 宛陵縣（254年-280年） | 安吳縣       | 今安徽省涇縣西南黃村鎮安吳村             | 臨川郡(220-229?)→丹陽郡(229?--258?)→古鄣郡(258?-264?)→丹陽郡(264?-280)                              |                                                                                                |
| 丹陽郡 （22）                                                                                               | 建業縣（220年-222年） 蕪湖縣（222年-254年） 宛陵縣（254年-280年） | 寧國縣       | 今安徽省寧國市西南                       | 丹陽郡(220-258?)→古鄣郡(258?-264?)→丹陽郡(264?-280)                                                 |                                                                                                |
| 丹陽郡 （22）                                                                                               | 建業縣（220年-222年） 蕪湖縣（222年-254年） 宛陵縣（254年-280年） | 廣德縣       | 今安徽省廣德縣西南                       | 丹陽郡(220-258?)→古鄣郡(258?-264?)→丹陽郡(264?-280)                                                 |                                                                                                |
| 丹陽郡 （22）                                                                                               | 建業縣（220年-222年） 蕪湖縣（222年-254年） 宛陵縣（254年-280年） | 懷安縣       | 今安徽省寧國市東南寧墩鎮                 | 丹陽郡(220-258?)→古鄣郡(258?-264?)→丹陽郡(264?-280)                                                 |                                                                                                |
| 丹陽郡 （22）                                                                                               | 建業縣（220年-222年） 蕪湖縣（222年-254年） 宛陵縣（254年-280年） | 臨城縣       | 今安徽省青陽縣南5里                      | 臨川郡(220-229?)→丹陽郡(229?-258?)→古鄣郡(258?-264?)→丹陽郡(264?-280)                               |                                                                                                |
| 丹陽郡 （22）                                                                                               | 建業縣（220年-222年） 蕪湖縣（222年-254年） 宛陵縣（254年-280年） | 始安縣       | 今地無考                                 | 丹陽郡(232前-258?)→古鄣郡(258?-264?)→丹陽郡(264?-280)                                               |                                                                                                |
| 丹陽郡 （22）                                                                                               | 建業縣（220年-222年） 蕪湖縣（222年-254年） 宛陵縣（254年-280年） | 臼陽縣       | 疑在今江蘇省茅山一帶。                   | 丹陽郡(220-280)                                                                                     | 嘉禾元年（232年）以前置縣。                                                                    |
| 丹陽郡 （22）                                                                                               | 建業縣（220年-222年） 蕪湖縣（222年-254年） 宛陵縣（254年-280年） | 溧陽屯田都尉 | 今江蘇省高淳縣東、固城湖東北岸           | 丹陽郡(220-280)                                                                                     | 東漢為溧陽縣，吳時省為屯田都尉。為潘璋、芮玄侯國。                                             |
| 丹陽郡 （22）                                                                                               | 建業縣（220年-222年） 蕪湖縣（222年-254年） 宛陵縣（254年-280年） | 湖熟典農都尉 | 今江蘇省南京市江寧區東南湖熟街道         | 丹陽郡(220-280)                                                                                     | 東漢為湖熟縣，吳時省為典農都尉。                                                               |
| 丹陽郡 （22）                                                                                               | 建業縣（220年-222年） 蕪湖縣（222年-254年） 宛陵縣（254年-280年） | 江乘典農都尉 | 今江蘇省句容市西北                       | 丹陽郡(220-280)                                                                                     | 東漢為江乘縣，吳時省為典農都尉。                                                               |
| 丹陽郡 （22）                                                                                               | 建業縣（220年-222年） 蕪湖縣（222年-254年） 宛陵縣（254年-280年） | 于湖督農校尉 | 今安徽省當塗縣                           | 丹陽郡(？-280)                                                                                      | 吳時以丹陽縣境置督農校尉。                                                                     |
| 新都郡 （6）                                                                                                | 始新縣                                                            | 黟縣         | 今安徽省黟縣東                           | 新都郡(220-280)                                                                                     |                                                                                                |
| 新都郡 （6）                                                                                                | 始新縣                                                            | 歙縣         | 今安徽省歙縣駐地徽城鎮                   | 新都郡(220-280)                                                                                     |                                                                                                |
| 新都郡 （6）                                                                                                | 始新縣                                                            | 始新縣       | 今浙江省淳安縣千島湖西北南山島附近       | 新都郡(220-280)                                                                                     |                                                                                                |
| 新都郡 （6）                                                                                                | 始新縣                                                            | 新定縣       | 今浙江省淳安縣千島湖西南                 | 新都郡(220-280)                                                                                     |                                                                                                |
| 新都郡 （6）                                                                                                | 始新縣                                                            | 黎陽縣       | 今安徽省黃山市屯溪區                     | 新都郡(220-280)                                                                                     |                                                                                                |
| 新都郡 （6）                                                                                                | 始新縣                                                            | 海陽縣       | 今安徽省休寧縣北                         | 新都郡(220-280)                                                                                     | 東漢為休陽縣，永安元年（258年）左右改名海陽縣，避吳景帝孫休名諱。                              |
| 吳郡 （13）                                                                                                 | 吳縣                                                              | 吳縣         | 今江蘇省蘇州市                           | 吳郡(220-280)                                                                                       | 為孫紹、孫基侯國。                                                                             |
| 吳郡 （13）                                                                                                 | 吳縣                                                              | 嘉興縣       | 今浙江省嘉興市南                         | 吳郡(220-280)                                                                                       | 東漢為由拳縣，黃龍三年（231年）改名禾興縣，赤烏五年（242年）正月改名嘉興縣，以避太子孫和名諱。 |
| 吳郡 （13）                                                                                                 | 吳縣                                                              | 海鹽縣       | 今浙江省平湖市                           | 吳郡(220-280)                                                                                       |                                                                                                |
| 吳郡 （13）                                                                                                 | 吳縣                                                              | 富春縣       | 今浙江省富陽市                           | 吳郡(220-226)→東安郡(226-228)→吳郡(228-280)                                                         |                                                                                                |
| 吳郡 （13）                                                                                                 | 吳縣                                                              | 婁縣         | 今江蘇省崑山市北                         | 吳郡(220-280)                                                                                       | 為張昭、張休侯國。                                                                             |
| 吳郡 （13）                                                                                                 | 吳縣                                                              | 錢唐縣       | 今浙江省杭州市                           | 吳郡(220-226)→東安郡(226-228)→吳郡(228-280)                                                         | 為全琮、全懌、孫德侯國。                                                                       |
| 吳郡 （13）                                                                                                 | 吳縣                                                              | 建德縣       | 今浙江省建德市東梅城鎮                   | 吳郡(225-226)→東安郡(226-228)→吳郡(228-280)                                                         | 黃武四年（225年）分富春縣置。為孫越侯國。                                                      |
| 吳郡 （13）                                                                                                 | 吳縣                                                              | 桐廬縣       | 今浙江省桐廬縣東北橫村鎮                 | 吳郡(225-226)→東安郡(226-228)→吳郡(228-280)                                                         | 黃武四年（225年）分富春縣置。                                                                  |
| 吳郡 （13）                                                                                                 | 吳縣                                                              | 新昌縣       | 今浙江省建德市西南                       | 吳郡(225-226)→東安郡(226-228)→吳郡(228-280)                                                         | 黃武四年（225年）左右分富春縣置。                                                              |
| 吳郡 （13）                                                                                                 | 吳縣                                                              | 海昌屯田都尉 | 今浙江省海寧市西南鹽官鎮                 | 吳郡(220-280)                                                                                       |                                                                                                |
| 吳郡 （13）                                                                                                 | 吳縣                                                              | 新城縣       | 今浙江省富陽市南                         | 吳郡(220-226)→東安郡(226-228)→吳郡(228-？)                                                          | 黃武三年（224年）分富春縣置，後廢縣併入桐廬縣。                                                |
| 吳郡 （13）                                                                                                 | 毗陵典農校尉 （毗陵縣）                                           | 毗陵縣       | 今江蘇省常州市                           | 吳郡(220-280)                                                                                       | 為朱治侯國。                                                                                   |
| 吳郡 （13）                                                                                                 | 毗陵典農校尉 （毗陵縣）                                           | 武進縣       | 今江蘇省鎮江市東丹徒區                   | 吳郡(220-280)                                                                                       | 東漢為丹徒縣，嘉禾三年（234年）改名。為孫桓侯國。                                              |
| 吳郡 （13）                                                                                                 | 毗陵典農校尉 （毗陵縣）                                           | 雲陽縣       | 今江蘇省丹陽市                           | 吳郡(220-280)                                                                                       | 東漢為曲阿縣，嘉禾三年（234年）改名。為朱據侯國。                                              |
| 吳郡 （13）                                                                                                 | 毗陵典農校尉 （毗陵縣）                                           | 無錫縣       | 今江蘇省無錫市                           | 吳郡(220?-238?)                                                                                     | 吳時廢縣。                                                                                     |
| 吳興郡 （9）                                                                                                | 烏程縣                                                            | 烏程縣       | 今浙江省湖州市南                         | 吳郡(220-266)→吳興郡(266-280)                                                                       | 為孫皓侯國。                                                                                   |
| 吳興郡 （9）                                                                                                | 烏程縣                                                            | 陽羨縣       | 今江蘇省宜興市西南                       | 吳郡(220-266)→吳興郡(266-280)                                                                       | 為孫邵侯國。                                                                                   |
| 吳興郡 （9）                                                                                                | 烏程縣                                                            | 餘杭縣       | 今浙江省餘杭市餘杭區西南餘杭街道         | 吳郡(220-266)→吳興郡(266-280)                                                                       |                                                                                                |
| 吳興郡 （9）                                                                                                | 烏程縣                                                            | 臨水縣       | 今浙江省臨安市北                         | 吳郡(220-266)→吳興郡(266-280)                                                                       |                                                                                                |
| 吳興郡 （9）                                                                                                | 烏程縣                                                            | 永安縣       | 今浙江省德清縣西                         | 吳郡(220-266)→吳興郡(266-280)                                                                       | 為朱然、孫謙侯國。                                                                             |
| 吳興郡 （9）                                                                                                | 烏程縣                                                            | 故鄣縣       | 今浙江省安吉縣西北                       | 丹陽郡(220-258?)→古鄣郡(258?-264?)→丹陽郡(264?-266)→吳興郡(266-280)                                 | 為朱治、朱才、朱琬侯國。                                                                       |
| 吳興郡 （9）                                                                                                | 烏程縣                                                            | 於潛縣       | 今浙江省臨安市西                         | 丹陽郡(220-226)→東安郡(226-228)→丹陽郡(228-258?)→古鄣郡(258?-264?)→丹陽郡(264?-266)→吳興郡(266-280) |                                                                                                |
| 吳興郡 （9）                                                                                                | 烏程縣                                                            | 安吉縣       | 今浙江省安吉縣西南                       | 丹陽郡(220-258?)→古鄣郡(258?-264?)→丹陽郡(264?-266)→吳興郡(266-280)                                 |                                                                                                |
| 吳興郡 （9）                                                                                                | 烏程縣                                                            | 原鄉縣       | 今浙江省安吉縣北                         | 丹陽郡(220-258?)→古鄣郡(258?-264?)→丹陽郡(264?-266)→吳興郡(266-280)                                 |                                                                                                |
| 會稽郡 （10）                                                                                               | 山陰縣                                                            | 山陰縣       | 今浙江省紹興市                           | 會稽郡(220-280)                                                                                     | 為賀齊侯國。                                                                                   |
| 會稽郡 （10）                                                                                               | 山陰縣                                                            | 上虞縣       | 今浙江省上虞市                           | 會稽郡(220-280)                                                                                     | 為孫紹、孫奉侯國。                                                                             |
| 會稽郡 （10）                                                                                               | 山陰縣                                                            | 餘姚縣       | 今浙江省餘姚市                           | 會稽郡(220-280)                                                                                     |                                                                                                |
| 會稽郡 （10）                                                                                               | 山陰縣                                                            | 句章縣       | 今浙江省餘姚市東南                       | 會稽郡(220-280)                                                                                     |                                                                                                |
| 會稽郡 （10）                                                                                               | 山陰縣                                                            | 鄞縣         | 今浙江省宁波市奉化区東北                 | 會稽郡(220-280)                                                                                     |                                                                                                |
| 會稽郡 （10）                                                                                               | 山陰縣                                                            | 鄮縣         | 今浙江省寧波市東，鄮山北麓               | 會稽郡(220-280)                                                                                     |                                                                                                |
| 會稽郡 （10）                                                                                               | 山陰縣                                                            | 剡縣         | 今浙江省嵊州市                           | 會稽郡(220-280)                                                                                     |                                                                                                |
| 會稽郡 （10）                                                                                               | 山陰縣                                                            | 諸暨縣       | 今浙江省諸暨市城區                       | 會稽郡(220-280)                                                                                     |                                                                                                |
| 會稽郡 （10）                                                                                               | 山陰縣                                                            | 永興縣       | 今浙江省杭州市蕭山區                     | 會稽郡(220-280)                                                                                     |                                                                                                |
| 會稽郡 （10）                                                                                               | 山陰縣                                                            | 始寧縣       | 今浙江省嵊州市和上虞市交界處             | 會稽郡(220-280)                                                                                     |                                                                                                |
| 東陽郡 （9）                                                                                                | 長山縣                                                            | 長山縣       | 今浙江省金華市                           | 會稽郡(220-266)→東陽郡(266-280)                                                                     |                                                                                                |
| 東陽郡 （9）                                                                                                | 長山縣                                                            | 烏傷縣       | 今浙江省義烏市                           | 會稽郡(220-266)→東陽郡(266-280)                                                                     |                                                                                                |
| 東陽郡 （9）                                                                                                | 長山縣                                                            | 太末縣       | 今浙江省龍游縣城區                       | 會稽郡(220-226)→東安郡(226-228)→會稽郡(228-266)→東陽郡(266-280)                                     |                                                                                                |
| 東陽郡 （9）                                                                                                | 長山縣                                                            | 新安縣       | 今浙江省衢州市                           | 會稽郡(220-226)→東安郡(226-228)→會稽郡(228-266)→東陽郡(266-280)                                     |                                                                                                |
| 東陽郡 （9）                                                                                                | 長山縣                                                            | 豐安縣       | 今浙江省浦江縣南                         | 會稽郡(220-266)→東陽郡(266-280)                                                                     |                                                                                                |
| 東陽郡 （9）                                                                                                | 長山縣                                                            | 吳寧縣       | 今浙江省東陽市東北                       | 會稽郡(220-266)→東陽郡(266-280)                                                                     |                                                                                                |
| 東陽郡 （9）                                                                                                | 長山縣                                                            | 定陽縣       | 今浙江省江山市北                         | 會稽郡(220-266)→東陽郡(266-280)                                                                     |                                                                                                |
| 東陽郡 （9）                                                                                                | 長山縣                                                            | 永康縣       | 今浙江省永康市                           | 會稽郡(245-266)→東陽郡(266-280)                                                                     | 赤烏八年（245年）分烏傷縣上浦地置縣。                                                          |
| 東陽郡 （9）                                                                                                | 長山縣                                                            | 平昌縣       | 今浙江省遂昌縣                           | 會稽郡(239-266)→東陽郡(266-280)                                                                     | 赤烏二年（239年）分太末縣置縣。                                                                |
| 東陽郡 （9）                                                                                                | 長山縣                                                            | 武義縣       | 地望不詳                                 | 會稽郡(245-252?)→東陽郡(？)                                                                         | 赤烏八年（245年）置，吳末時己廢縣。                                                            |
| 臨海郡 （7）                                                                                                | 章安縣                                                            | 章安縣       | 今浙江省台州市椒江區江北章安街道         | 會稽郡(220-257)→臨海郡(257-280)                                                                     | 為孫奮侯國。                                                                                   |
| 臨海郡 （7）                                                                                                | 章安縣                                                            | 永寧縣       | 今浙江省溫州市                           | 會稽郡(220-257)→臨海郡(257-280)                                                                     |                                                                                                |
| 臨海郡 （7）                                                                                                | 章安縣                                                            | 松陽縣       | 今浙江省松陽縣西北                       | 會稽郡(220-257)→臨海郡(257-280)                                                                     |                                                                                                |
| 臨海郡 （7）                                                                                                | 章安縣                                                            | 臨海縣       | 今浙江省臨海市東南                       | 會稽郡(？-257)→臨海郡(257-280)                                                                      | 孫權時分章安、永寧2縣置縣。                                                                    |
| 臨海郡 （7）                                                                                                | 章安縣                                                            | 南始平縣     | 今浙江省天台縣                           | 會稽郡(？-257)→臨海郡(257-280)                                                                      | 一作始平縣，孫權黃龍三年（231年）以前分章安縣置。                                              |
| 臨海郡 （7）                                                                                                | 章安縣                                                            | 安陽縣       | 今浙江省瑞安市西北西嶴高架橋一帶         | 會稽郡(？-257)→臨海郡(257-280)                                                                      | 孫權時分章安縣置羅陽縣，孫皓時改名。                                                           |
| 臨海郡 （7）                                                                                                | 章安縣                                                            | 羅江縣       | 地望不詳，勞干考證當在福建省東北部沿海。 | 臨海郡(257-280)                                                                                     | 太平年間置縣。                                                                                 |
| 建安郡 （8）                                                                                                | 建安縣                                                            | 建安縣       | 今福建省建甌市南                         | 會稽郡(220-257)→建安郡(257-280)                                                                     |                                                                                                |
| 建安郡 （8）                                                                                                | 建安縣                                                            | 候官縣       | 今福建省福州市                           | 會稽郡(220-257)→建安郡(257-280)                                                                     | 為吳廢帝孫亮最後的侯國。                                                                       |
| 建安郡 （8）                                                                                                | 建安縣                                                            | 建平縣       | 今福建省建陽市東                         | 會稽郡(220-257)→建安郡(257-280)                                                                     |                                                                                                |
| 建安郡 （8）                                                                                                | 建安縣                                                            | 昭武縣       | 今福建省邵武市                           | 會稽郡(220-257)→建安郡(257-280)                                                                     | 東漢為南平縣，永安三年（260年）改名。                                                          |
| 建安郡 （8）                                                                                                | 建安縣                                                            | 吳興縣       | 今福建省浦城縣                           | 建安郡(257-280)                                                                                     | 東漢為漢興縣，永安三年（260年）改名。                                                          |
| 建安郡 （8）                                                                                                | 建安縣                                                            | 將樂縣       | 今福建省將樂縣                           | 建安郡(257-280)                                                                                     | 永安三年（260年）分建安縣校鄉置縣。                                                            |
| 建安郡 （8）                                                                                                | 建安縣                                                            | 南平縣       | 今福建省南平市                           | 建安郡(257-280)                                                                                     | 永安三年（260年）置縣。                                                                        |
| 建安郡 （8）                                                                                                | 建安縣                                                            | 東安縣       | 今福建省南安市東豐州鎮                   | 建安郡(257-280)                                                                                     | 永安三年（260年）左右置。                                                                      |
| 豫章郡 （15）                                                                                               | 南昌縣                                                            | 南昌縣       | 今江西省南昌市                           | 豫章郡(220-280)                                                                                     |                                                                                                |
| 豫章郡 （15）                                                                                               | 南昌縣                                                            | 海昏縣       | 今江西省新建縣東北象山鎮                 | 豫章郡(220-280)                                                                                     |                                                                                                |
| 豫章郡 （15）                                                                                               | 南昌縣                                                            | 建城縣       | 今江西省高安市城區                       | 豫章郡(220-280)                                                                                     |                                                                                                |
| 豫章郡 （15）                                                                                               | 南昌縣                                                            | 建昌縣       | 今江西省奉新縣西                         | 豫章郡(220-280)                                                                                     | 為孫慮侯國。                                                                                   |
| 豫章郡 （15）                                                                                               | 南昌縣                                                            | 艾縣         | 今江西省修水縣西                         | 豫章郡(220-280)                                                                                     |                                                                                                |
| 豫章郡 （15）                                                                                               | 南昌縣                                                            | 彭澤縣       | 今江西省湖口縣東                         | 豫章郡(220-280)                                                                                     |                                                                                                |
| 豫章郡 （15）                                                                                               | 南昌縣                                                            | 新淦縣       | 今江西省樟樹市                           | 豫章郡(220-280)                                                                                     |                                                                                                |
| 豫章郡 （15）                                                                                               | 南昌縣                                                            | 永修縣       | 今江西省永修縣西北                       | 豫章郡(220-280)                                                                                     |                                                                                                |
| 豫章郡 （15）                                                                                               | 南昌縣                                                            | 新吳縣       | 今江西省奉新縣西會埠鎮                   | 豫章郡(220-280)                                                                                     |                                                                                                |
| 豫章郡 （15）                                                                                               | 南昌縣                                                            | 上蔡縣       | 今江西省上高縣                           | 豫章郡(220-280)                                                                                     |                                                                                                |
| 豫章郡 （15）                                                                                               | 南昌縣                                                            | 漢平縣       | 今江西省樟樹市西吳城鄉                   | 豫章郡(220-280)                                                                                     |                                                                                                |
| 豫章郡 （15）                                                                                               | 南昌縣                                                            | 西安縣       | 今江西省武寧縣西甫田鄉吳更名             | 豫章郡(220-280)                                                                                     |                                                                                                |
| 豫章郡 （15）                                                                                               | 南昌縣                                                            | 富城縣       | 今江西省豐城市                           | 豫章郡(220-280)                                                                                     |                                                                                                |
| 豫章郡 （15）                                                                                               | 南昌縣                                                            | 宜豐縣       | 今江西省宜豐縣北                         | 豫章郡(？-280)                                                                                      | 孫權時置縣。                                                                                   |
| 豫章郡 （15）                                                                                               | 南昌縣                                                            | 陽樂縣       | 今江西省萬載縣東北                       | 豫章郡(222?-280)                                                                                    | 黃武中分上蔡縣置。                                                                             |
| 鄱陽郡 （9）                                                                                                | 鄱陽縣                                                            | 鄱陽縣       | 今江西省鄱陽縣東北                       | 鄱陽郡(220-280)                                                                                     |                                                                                                |
| 鄱陽郡 （9）                                                                                                | 鄱陽縣                                                            | 餘汗縣       | 今江西省餘干縣駐地玉亭鎮                 | 鄱陽郡(220-280)                                                                                     |                                                                                                |
| 鄱陽郡 （9）                                                                                                | 鄱陽縣                                                            | 鄡陽縣       | 今江西省新建縣東北鄱陽湖中               | 鄱陽郡(220-280)                                                                                     |                                                                                                |
| 鄱陽郡 （9）                                                                                                | 鄱陽縣                                                            | 上饒縣       | 今江西省上饒市                           | 鄱陽郡(220-280)                                                                                     |                                                                                                |
| 鄱陽郡 （9）                                                                                                | 鄱陽縣                                                            | 葛陽縣       | 今江西省弋陽縣江北弋江鎮                 | 鄱陽郡(220-280)                                                                                     |                                                                                                |
| 鄱陽郡 （9）                                                                                                | 鄱陽縣                                                            | 樂安縣       | 今江西省德興市東北                       | 鄱陽郡(220-280)                                                                                     |                                                                                                |
| 鄱陽郡 （9）                                                                                                | 鄱陽縣                                                            | 鍾陵縣       | 今江西省進賢縣西羅溪鎮                   | 鄱陽郡(220-280)                                                                                     |                                                                                                |
| 鄱陽郡 （9）                                                                                                | 鄱陽縣                                                            | 廣昌縣       | 今江西省鄱陽縣北石門街鎮                 | 鄱陽郡(220-280)                                                                                     |                                                                                                |
| 鄱陽郡 （9）                                                                                                | 鄱陽縣                                                            | 歷陽縣       | 今江西省德安縣東北                       | 鄱陽郡(220-280)                                                                                     |                                                                                                |
| 鄱陽郡 （9）                                                                                                | 鄱陽縣                                                            | 東安縣       | 今江西省樂平市                           | 鄱陽郡(220-？)                                                                                      | 吳時廢縣併入樂安縣。                                                                           |
| 廬陵郡 （16）                                                                                               | 高昌縣                                                            | 高昌縣       | 今江西省吉安市西南                       | 廬陵郡(220-280)                                                                                     |                                                                                                |
| 廬陵郡 （16）                                                                                               | 高昌縣                                                            | 石陽縣       | 今江西省吉水縣東北                       | 廬陵郡(220-280)                                                                                     |                                                                                                |
| 廬陵郡 （16）                                                                                               | 高昌縣                                                            | 巴丘縣       | 今江西省峽江縣                           | 廬陵郡(220-280)                                                                                     |                                                                                                |
| 廬陵郡 （16）                                                                                               | 高昌縣                                                            | 興平縣       | 今江西省永豐縣東北                       | 廬陵郡(220-280)                                                                                     |                                                                                                |
| 廬陵郡 （16）                                                                                               | 高昌縣                                                            | 新興縣       | 今江西省萬安縣縣治贛江西岸               | 廬陵郡(220-280)                                                                                     | 東漢名遂興縣，孫權時改名。                                                                     |
| 廬陵郡 （16）                                                                                               | 高昌縣                                                            | 陽城縣       | 今江西省吉水縣東北八都鎮                 | 廬陵郡(？-280)                                                                                      | 吳時縣縣。                                                                                     |
| 廬陵郡 （16）                                                                                               | 高昌縣                                                            | 東昌縣       | 今江西省吉安市南永和鎮                   | 廬陵郡(264?-280)                                                                                    | 孫皓時置縣。                                                                                   |
| 廬陵郡 （16）                                                                                               | 高昌縣                                                            | 西昌縣       | 今江西省泰和縣西                         | 廬陵郡(？-280)                                                                                      | 吳時置縣。                                                                                     |
| 廬陵郡 （16）                                                                                               | 高昌縣                                                            | 吉陽縣       | 今江西省永豐縣東南古縣鎮                 | 廬陵郡(265-280)                                                                                     | 甘露元年（265年）置縣。                                                                        |
| 廬陵郡 （16）                                                                                               | 廬陵南部都尉 （雩都縣）                                           | 雩都縣       | 今江西省于都縣北                         | 廬陵郡(220-280)                                                                                     |                                                                                                |
| 廬陵郡 （16）                                                                                               | 廬陵南部都尉 （雩都縣）                                           | 贛縣         | 今江西省贛州市西                         | 廬陵郡(220-280)                                                                                     |                                                                                                |
| 廬陵郡 （16）                                                                                               | 廬陵南部都尉 （雩都縣）                                           | 南野縣       | 今江西省南康市南                         | 廬陵郡(220-280)                                                                                     |                                                                                                |
| 廬陵郡 （16）                                                                                               | 廬陵南部都尉 （雩都縣）                                           | 南安縣       | 今江西省贛州市西                         | 廬陵郡(220-280)                                                                                     |                                                                                                |
| 廬陵郡 （16）                                                                                               | 廬陵南部都尉 （雩都縣）                                           | 揭陽縣       | 今江西省寧都縣東南                       | 廬陵郡(236-280)                                                                                     | 嘉禾五年（236年）置縣。                                                                        |
| 廬陵郡 （16）                                                                                               | 廬陵南部都尉 （雩都縣）                                           | 陽都縣       | 今江西省寧都縣南                         | 廬陵郡(？-280)                                                                                      | 孫權時分贛縣置縣。                                                                             |
| 廬陵郡 （16）                                                                                               | 廬陵南部都尉 （雩都縣）                                           | 平陽縣       | 今江西省興國縣南                         | 廬陵郡(？-280)                                                                                      | 吳時置縣。                                                                                     |
| 臨川郡 （10）                                                                                               | 南城縣                                                            | 南城縣       | 今江西省南城縣東南                       | 豫章郡(220-257)→臨川郡(257-280)                                                                     |                                                                                                |
| 臨川郡 （10）                                                                                               | 南城縣                                                            | 臨汝縣       | 今江西省撫州市西南                       | 豫章郡(220-257)→臨川郡(257-280)                                                                     |                                                                                                |
| 臨川郡 （10）                                                                                               | 南城縣                                                            | 東興縣       | 今江西省黎川縣東北                       | 臨川郡(257?-280)                                                                                    | 太平二年（257年）左右分南城縣置。                                                              |
| 臨川郡 （10）                                                                                               | 南城縣                                                            | 南豐縣       | 今江西省廣昌縣東                         | 臨川郡(257-280)                                                                                     | 太平二年（257年）分南城縣置。                                                                  |
| 臨川郡 （10）                                                                                               | 南城縣                                                            | 宜黃縣       | 今江西省宜黃縣東                         | 臨川郡(257-280)                                                                                     | 太平二年（257年）分臨汝縣置。                                                                  |
| 臨川郡 （10）                                                                                               | 南城縣                                                            | 新建縣       | 今江西省樂安縣北                         | 臨川郡(257-280)                                                                                     | 太平二年（257年）分臨汝縣置。                                                                  |
| 臨川郡 （10）                                                                                               | 南城縣                                                            | 安浦縣       | 今江西省樂安縣西南                       | 臨川郡(257-280)                                                                                     | 太平二年（257年）置縣，以安浦村為名。                                                          |
| 臨川郡 （10）                                                                                               | 南城縣                                                            | 西平縣       | 今江西省撫州市南                         | 臨川郡(257-280)                                                                                     | 太平二年（257年）置縣。                                                                        |
| 臨川郡 （10）                                                                                               | 南城縣                                                            | 西城縣       | 今江西省崇仁縣南                         | 臨川郡(257-280)                                                                                     | 太平二年（257年）置縣。                                                                        |
| 臨川郡 （10）                                                                                               | 南城縣                                                            | 永城縣       | 今江西省黎川縣北                         | 臨川郡(257?-280)                                                                                    | 太平二年（257年）左右置縣。                                                                    |
| 安成郡 （6）                                                                                                | 平都縣                                                            | 平都縣       | 今江西省安福縣東南，瀘水東岸             | 廬陵郡(220-267)→安成郡(267-280)                                                                     |                                                                                                |
| 安成郡 （6）                                                                                                | 平都縣                                                            | 永新縣       | 今江西省永新縣西                         | 廬陵郡(220-267)→安成郡(267-280)                                                                     |                                                                                                |
| 安成郡 （6）                                                                                                | 平都縣                                                            | 宜春縣       | 今江西省宜春市                           | 豫章郡(220-267)→安成郡(267-280)                                                                     |                                                                                                |
| 安成郡 （6）                                                                                                | 平都縣                                                            | 安成縣       | 今江西省安福縣西北，瀘水北岸             | 長沙郡(220-267)→安成郡(257-280)                                                                     |                                                                                                |
| 安成郡 （6）                                                                                                | 平都縣                                                            | 新渝縣       | 今江西省新余市西                         | 安成郡(267-280)                                                                                     | 孫皓時分宜春縣置，因縣境河水名渝水為名。                                                       |
| 安成郡 （6）                                                                                                | 平都縣                                                            | 萍鄉縣       | 今江西省蘆溪縣                           | 安成郡(267-280)                                                                                     | 寶鼎二年（267年）分宜春縣瀟鄉置。                                                              |

## 荊州

### 州域範圍
範圍相當於今天的湖北大巴山─漢江一線以南，湖南全部及廣東（北部韶關一帶）、廣西（西北桂林一帶）、貴州（東部銅仁、黔東一帶）3省各一部分。

### 歷史沿革
建安五年（200年）孫權繼位，繼承其兄孫策遺志，在短時間內穩住了江東形勢。其後三征黃祖，謀求據有荊州和江夏。建安十三年（208年），荊州牧劉表死。曹操也在這時率軍南征荊州。繼任的荊州牧劉琮投降曹操。曹操在獲得荊州之後，進一步謀取孫權佔據的江東。後孫權聯合劉備，在赤壁一戰大破曹操，曹操退守北方，僅能守住荊州北部的南陽郡、江夏郡局部及南郡局部地區；孫吳周瑜和韓當等將領攻下南郡江陵；劉備則攻打荊州南部的長沙、桂陽、武陵、零陵4郡。後孫權將南郡借給劉備，確認他分得荊南四郡，不過就收回長沙郡東北部設漢昌郡。建安十九年（214年）劉備取蜀之後，孫權向劉備爭奪荊州，劉備以「須得涼州，當以荊州相與」為由拒絕，孫權對此十分怨恨，便派呂蒙奪取長沙、零陵、桂陽三郡。劉備立即率兵五萬到公安，又令關羽進軍益陽，與孫軍對峙。因曹操佔領漢中，迫使劉備與孫權議和，雙方同意以湘江為界，以東長沙、桂陽、江夏屬孫權；以西零陵、武陵、南郡屬劉備。建安二十四年（219年），蜀將關羽盡起荊州之兵進攻樊城，以致後防空虛，被吳將呂蒙趁機奇襲後方，荊州之地盡失，關羽兵敗被殺，至此劉備勢力退出荊州，孫劉聯盟正式決裂。
黃初二年（221年）劉備稱帝建立蜀漢後，即以復仇之名向孫權發動夷陵之戰。孫權先向曹丕稱臣，受封吳王，都武昌（今湖北省鄂州市），以避免兩線作戰。黃初三年（222年），劉備在猇亭被吳鎮西將軍陸遜擊敗，幾乎全軍覆沒，不久於白帝城駕崩。戰後孫權加封遜為輔國將軍，改封江陵侯，鎮守西陵，使其長期鎮守荊州。永安七年（264年）步協奉吳帝孫休命溯江而上，圖謀西蜀，卻被巴東守將羅憲殺得大敗，使得孫休另派陸抗前來增援，最後因為晉軍攻打西陵而退兵。鳳凰元年（272年），孫皓徵調步闡入京，步闡懼怕孫皓對自己不利，便在西陵舉起叛旗，倒向晉國。最後陸抗擊敗了晉國楊肇、羊祜等多路援軍，攻克西陵，誅滅步闡三族。明年春，孫皓拜陸抗為大司馬、荊州牧。
天紀三年（279年）十二月，司馬炎以賈充為大都督、楊濟為副統領各軍，下令各軍開始攻勢，將20餘萬晉軍兵為六路出擊，其中王戎由項城向武昌方向進攻；胡奮由江夏出擊夏口；杜預自駐地襄陽進軍江陵；王濬、唐彬率水軍由蜀地浮順江流而下。天紀四年（280年）二月，王濬、唐彬所率的晉軍進逼西陵峽。吳軍於此設置鐵鎖橫江，又作鐵錐放在江中，以為這樣即可阻止晉軍前進，竟不派兵防守。王濬早已預作大筏數十個，紮些草人立於筏上，派一些士卒以筏先行，鐵錐著筏而去，又用大火燒融鐵鎖。晉軍順利排除了障礙，一路勢如破竹，進克西陵（今湖北省宜昌市夷陵區）、夷道（今湖北省宜都市）、樂鄉（今湖北省荊州市荊州區南）、武昌（今湖北省鄂州市鄂城區），擒獲吳國鎮南將軍留憲、征南將軍成據、宜都太守虞忠、監軍陸晏、水軍督陸景、收降平西將軍施洪、游擊將軍張象等。所經之處，幾乎兵不血刃、攻無堅城，吳軍甚至望旗而降。王濬獲封平東將軍、假節、都督益梁諸軍事；而杜預南下佔領零陵、桂陽、衡陽，晉軍已完全控制了長江上游的荊州地區。

### 行政區劃

#### 州治
傳統上認為吳國荊州治南郡江陵縣。然而孫權時，荊州牧陸遜、諸葛恪均駐武昌（今湖北省鄂州市鄂城區）。孫休時，孫綝為荊州牧，所屯當為武昌。孫皓立，陸凱領荊州牧，都督巴丘（今湖南省岳陽市）。鳳凰二年（273年），陸抗拜荊州牧，鎮樂鄉（今湖北省荊州市荊州區江南彌市鎮）。終吳之世，荊州治在江南。

#### 郡級行政區
建安十三年（208年），吳伐劉表，始得江夏郡之一部分。赤壁戰後，與劉備爭奪荊州諸郡。建安二十年（215年）雙方議定平分荊州，吳取得長沙、桂陽2郡，與新置郡漢昌合計有4郡。建安二十四年（219年），呂蒙取得南郡、武陵、零陵、宜都4郡，廢漢昌郡，新置西陵、固陵2郡，計有9郡。三國鼎立後，新置有武昌、建平、天門、衡陽、湘東、營陽、始安、昭陵、始興、臨賀等，廢置有西陵、固陵、武昌、營陽等。至吳末時，荊州總計轄有15郡。
南郡
東漢舊郡，建安十五年（210年）曹操撤軍後由周瑜取得，後借於劉備。至建安二十四年（219年）呂蒙襲取荊州後入吳。郡治江陵縣（今湖北省荊州市荊州區），領江陵、編、當陽、華容、枝江、州陵、作唐、孱陵、臨沮、旌陽10縣。吳時廢州陵縣（約221年），置監利縣（約222年以前），後廢。魏、晉先後攻佔臨沮（237年以前入魏）、旌陽（237年以前入魏）、編（不詳何時入魏）、當陽（約孫皓時入晉）4縣。
吳末領江陵、華容、枝江、作唐、孱陵、監利6縣。
宜都郡
東漢舊郡，建安二十四年（219年）呂蒙襲取荊州後入吳。時吳漢雙方膠著於巫至夷陵之間。直至黃武元年（222年）猇亭之役後，蜀漢方徹底退出宜都。郡治夷道縣（今湖北省宜都市），領夷道、夷陵、佷山3縣。黃武元年（222年）夷陵縣改名西陵縣，此郡又名西陵郡；同時廢固陵郡，所轄巫、秭歸2縣來隸。永安三年（260年）巫、秭歸2縣移屬建平郡。吳末領夷道、西陵、佷山3縣。
建平郡
永安三年（260年）分宜都郡秭歸縣以西2縣置郡。郡初治巫縣（今四川省巫山縣北），建衡元年（269年）移治秭歸縣（今湖北省秭歸縣駐地茅坪鎮），領巫、秭歸、興山（260年置縣）、沙渠（260年左右置縣）、信陵（260年左右置縣）、建始（260年左右置縣）6縣。後廢信陵縣，巫、沙渠、建始3縣為晉所攻佔。吳末領秭歸、興山2縣。
江夏郡
東漢舊郡，建安十五年（210年）孫權以程普為江夏太守，始有江夏郡江南諸縣，建安二十年（215年）吳蜀分荊州後據有江夏全郡。郡治沙羨縣（今湖北省武漢市武昌區），領沙羡、竟陵、雲杜、鄂、南新市、安陸6縣。黃初二年（221年）鄂、沙羨2縣移屬武昌郡，郡治移往江北魯山江夏城（今湖北省武漢市漢陽區之龜山）。黃武年間（222年-229年）武昌郡廢，所領武昌（原稱鄂縣）、柴桑、下雉、陽新、沙羨5縣來隸，郡治移往武昌縣（今湖北省鄂州市鄂城區），而沔北之安陸、南新市2縣為魏國所攻佔。嘉禾五年（236年）吳國一度收取新市、安陸、石陽3縣，後失。
吳末領武昌、沙羨、竟陵、雲杜、柴桑、下雉、陽新7縣。
武陵郡
東漢舊郡，建安二十四年（219年）呂蒙襲取荊州後入吳。郡治臨沅縣（今湖南省常德市），領臨沅、漢壽、零陽、充、沅陵、辰陽、酉陽、遷陵、鐸成、沅南10縣。吳時改漢壽縣為吳壽縣，新置龍陽、黔陽2縣。永安六年（263年）零陽、充2縣移屬天門郡。黔陽縣為晉國所攻佔。吳末領臨沅、吳壽、沅陵、辰陽、酉陽、鐔成、沅南、遷陵、龍陽9縣。
天門郡
永安六年（263年）分武陵郡2縣置。郡治零陽縣（今湖南省慈利縣東北），領零陽、充、漊中（263年左右置縣）3縣，至吳末未變。
長沙郡
東漢舊郡，建安二十年（215年）孫權與劉備議定平分荊州後取得。郡治臨湘縣（今湖南省長沙市），領臨湘、攸、荼陵、安城、酃、湘南、連道、益陽、下隽、羅、醴陵、容陵、漢昌、劉陽、臨烝15縣。吳時漢昌縣改名吳昌縣（孫權時）；置建寧（孫權時）、蒲圻（223年置，吳末時已廢）2縣；廢容陵縣（漢末吳初時）；零陵郡湘鄉、重安、烝陽3縣來隸（黃武以前）；置長沙西部及東部2都尉，管轄長沙郡西部及東部地區。太平二年（257年）以長沙西部都尉所屬7縣置衡陽郡，長沙東部都尉所屬2縣置湘東郡；寶鼎二年（267年）安成縣移屬安成郡。
吳末領臨湘、攸、下隽、醴陵、羅、吳昌、劉陽、建寧8縣。
衡陽郡
吳時置長沙西部都尉，轄長沙郡西部的湘南、連道、益陽、臨烝、湘鄉、重安、烝陽7縣。太平二年（257年）以長沙郡西部都尉所屬7縣置郡。郡治湘南縣（今湖南省湘潭縣東，漣水北岸古城），領湘南、連道、益陽、臨烝、湘鄉、重安、烝陽、湘西（孫亮時置）、衡陽（孫亮時置）、新陽（孫亮時置）10縣，至吳末未變。
湘東郡
吳時置長沙東部都尉，轄長沙郡東部的始安縣。太平二年（257年）以都尉所屬2縣及桂陽郡陰山縣置郡。郡治酃縣（今湖南省衡陽市東），領酃、荼陵、陰山、新平（疑孫亮時置）、梨陽（疑孫亮時置）、新寧（疑孫亮時置）6縣，至吳末未變。
零陵郡
東漢舊郡，建安二十四年（219年）呂蒙襲取荊州後入吳。郡治泉陵縣（今湖南省永州市），領泉陵、零陵、營道、營浦、泠道、洮陽、都梁、夫夷、始安、重安、湘鄉、昭陽、烝陽、觀陽、昭陵15縣。吳時重安、湘鄉、烝陽3縣移屬長沙郡；新置祁陽（孫權時）、永昌（孫權時）、舂陵（孫權時）3縣；置零陵北部及南部2都尉，管轄零陵郡北部及南部地區。甘露元年（265年）營浦、營道、泠道、舂陵4縣移屬營陽郡，以零陵南部都尉所屬1縣置始安郡。寶鼎元年（266年）以零陵北部都尉所屬4縣置昭陵郡，吳末時廢營陽郡，其4縣復歸。
吳末領泉陵、零陵、洮陽、觀陽、祁陽、永昌、營浦、營道、泠道、舂陵10縣。
始安郡
吳時置零陵南部都尉，轄零陵郡南部的始安縣。甘露元年（265年）十一月，以都尉所屬之始安縣及蒼梧郡荔浦縣置郡。郡治始安縣（今廣西壯族自治區桂林市），領始安、荔浦、平樂（265年置）、尚安（265年左右置）、永豐（265年置）、始陽（不詳何時）6縣。
昭陵郡
吳時置零陵北部都尉，轄零陵郡北部的昭陵、都梁、夫夷、昭陽4縣。寶鼎元年（266年），以都尉所屬4縣置郡。郡治昭陵縣（今湖南省邵陽市），領昭陵、都梁、夫夷、昭陽、高平（266年左右置）、新城（266年左右置）6縣，至吳末未變。
桂陽郡
東漢舊郡，建安二十年（215年）孫權與劉備議定平分荊州後取得。郡治郴縣（今湖南省郴州市），領郴、便、耒陽、陰山、南平、臨武、桂陽、含洭、湞陽、曲江、漢寧11縣。吳時漢寧縣改名陽安縣（孫權時）；置桂陽南部都尉，管轄桂陽郡南部地區。太平二年（257年）陰山縣移屬湘東郡。甘露元年（265年）以桂陽郡南部都尉所屬4縣置始興郡。吳末領郴、便、耒陽、南平、臨武、陽安6縣。
始興郡
吳時置桂陽南部都尉，轄桂陽郡南部的曲江、桂陽、含洭、湞陽4縣。甘露元年（265年）以都尉所屬4縣置郡。郡治曲江縣（今廣東省韶關市東南），領曲江、桂陽、含洭、湞陽、中宿（265年左右復置）、始興（265年置）6縣，至吳末未變。
臨賀郡
黃武五年（226年），分蒼梧郡5縣置。郡治臨賀縣（今廣西壯族自治區賀州市東南），領臨賀、封陽、馮乘、富川、謝沐、建興（孫權時置）6縣，至吳末未變。
西陵郡（已廢）
建安二十四年（219年）吳分江夏郡陽新、下雉2縣置郡，黃初二年（221年）郡廢移屬武昌郡。
固陵郡（已廢）
建安二十四年（219年）吳分宜都郡巫、秭歸2縣置郡，黃武元年（222年）郡廢復屬宜都郡。
武昌郡（已廢）
黃初二年（221年）分廬江、江夏、西陵、豫章4郡置。郡治武昌縣（今湖北省鄂州市鄂城區），領武昌（原屬江夏）、下雉（原屬西陵）、尋陽（原屬廬江）、陽新（原屬西陵）、柴桑（原屬豫章）、沙羨（原屬江夏）6縣。黃武年間（222年-229年）郡廢。甘露年間（265年-266年）析江夏郡復置，旋廢。
營陽郡（已廢）
甘露元年（265年）分零陵郡4縣置。郡治營浦縣（今湖南省道縣東北），領營浦、營道、泠道、舂陵4縣，吳末時廢郡併入零陵郡。

#### 縣級行政區
| 荊州（州治：江陵縣）                                                                                        |                                                                     |        |                                        |                                                   |                                                                                       |
| 說明：本表為吳國天紀四年（280年）荊州各郡所轄的縣份；以深灰色表示者，為曾經建置，後因種種原因而不存在的縣份 |                                                                     |        |                                        |                                                   |                                                                                       |
| 郡名 （縣數）                                                                                               | 郡治                                                                | 縣名   | 今地位置(2012年12月)                   | 隸屬郡國                                          | 備注                                                                                  |
| 南郡 （5）                                                                                                  | 江陵縣                                                              | 江陵縣 | 今湖北省荊州市荊州區                   | 南郡(220-280)                                     | 為陸遜、陸抗侯國。                                                                    |
| 南郡 （5）                                                                                                  | 江陵縣                                                              | 華容縣 | 今湖北省監利縣西北                     | 南郡(220-280)                                     |                                                                                       |
| 南郡 （5）                                                                                                  | 江陵縣                                                              | 枝江縣 | 今湖北省枝江市西北                     | 南郡(220-280)                                     |                                                                                       |
| 南郡 （5）                                                                                                  | 江陵縣                                                              | 作唐縣 | 今湖南省安鄉縣北                       | 南郡(220-280)                                     |                                                                                       |
| 南郡 （5）                                                                                                  | 江陵縣                                                              | 孱陵縣 | 今湖北省公安縣西                       | 南郡(220-280)                                     |                                                                                       |
| 南郡 （5）                                                                                                  | 江陵縣                                                              | 監利縣 | 今湖北省監利縣東北                     | 南郡(222?-252?)                                   | 吳時分華容縣置縣，後廢縣。                                                            |
| 南郡 （5）                                                                                                  | 江陵縣                                                              | 編縣   | 今湖北省荊門市西北                     | 南郡(220-？)                                      | 吳時入魏。                                                                            |
| 南郡 （5）                                                                                                  | 江陵縣                                                              | 臨沮縣 | 今湖北省遠安縣西北洋坪鎮，沮河西岸     | 南郡(220-？)                                      | 吳時入魏。                                                                            |
| 南郡 （5）                                                                                                  | 江陵縣                                                              | 當陽縣 | 今湖北省荊門市西南                     | 南郡(220-？)                                      | 吳末時為西晉所取。為施績侯國。                                                        |
| 南郡 （5）                                                                                                  | 江陵縣                                                              | 旌陽縣 | 今湖北省當陽市東南                     | 南郡(220-？)                                      | 吳時入魏。                                                                            |
| 南郡 （5）                                                                                                  | 江陵縣                                                              | 州陵縣 | 今湖北省洪湖市東北，長江北岸           | 南郡(220-222?)                                    | 黃初二年（221年）左右廢縣。                                                           |
| 宜都郡 （3）                                                                                                | 夷道縣                                                              | 夷道縣 | 今湖北省宜都市                         | 宜都郡(220-280)                                   |                                                                                       |
| 宜都郡 （3）                                                                                                | 夷道縣                                                              | 西陵縣 | 今湖北省宜昌市西陵區                   | 宜都郡(220-280)                                   | 東漢為夷陵縣，黃武元年（222年）入吳後改名。                                           |
| 宜都郡 （3）                                                                                                | 夷道縣                                                              | 佷山縣 | 今湖北省長陽土家族自治縣西，清江北岸   | 宜都郡(220-280)                                   |                                                                                       |
| 建平郡 （2）                                                                                                | 巫縣（260年-269年） 秭歸縣（269年-280年）                           | 秭歸縣 | 今湖北省秭歸縣駐地茅坪鎮               | 宜都郡(220-260)→建平郡(260-280)                   |                                                                                       |
| 建平郡 （2）                                                                                                | 巫縣（260年-269年） 秭歸縣（269年-280年）                           | 興山縣 | 今湖北省興山縣北                       | 建平郡(260-280)                                   | 永安三年（260年）分秭歸縣北界置縣。                                                   |
| 建平郡 （2）                                                                                                | 巫縣（260年-269年） 秭歸縣（269年-280年）                           | 巫縣   | 今重庆市巫山縣北                       | 宜都郡(220-260)→建平郡(260-269)                   | 建衡元年（269年）為晉所攻佔。                                                         |
| 建平郡 （2）                                                                                                | 巫縣（260年-269年） 秭歸縣（269年-280年）                           | 沙渠縣 | 今湖北省恩施市                         | 建平郡(260-269?)                                  | 永安年間分巫縣置縣。建衡元年（269年）以後入晉。                                       |
| 建平郡 （2）                                                                                                | 巫縣（260年-269年） 秭歸縣（269年-280年）                           | 建始縣 | 今湖北省建始縣                         | 建平郡(260-269?)                                  | 永安年間置縣。建衡元年（269年）以後入晉。                                             |
| 建平郡 （2）                                                                                                | 巫縣（260年-269年） 秭歸縣（269年-280年）                           | 信陵縣 | 今湖北省宜昌市夷陵區西樂天溪鎮         | 建平郡(260-279)                                   | 永安年間置縣。吳末時入晉。                                                            |
| 江夏郡 （7）                                                                                                | 沙羨縣（220年-221年） 魯山（221年-約228年） 武昌縣（約229年-280年） | 武昌縣 | 今湖北省鄂州市鄂城區                   | 江夏郡(220-221)→武昌郡(221-228?)→江夏郡(229?-280) | 東漢為鄂縣，黃初二年（221年）改名。                                                   |
| 江夏郡 （7）                                                                                                | 沙羨縣（220年-221年） 魯山（221年-約228年） 武昌縣（約229年-280年） | 沙羨縣 | 今湖北省武漢市武昌區                   | 江夏郡(220-221)→武昌郡(221-228?)→江夏郡(229?-280) |                                                                                       |
| 江夏郡 （7）                                                                                                | 沙羨縣（220年-221年） 魯山（221年-約228年） 武昌縣（約229年-280年） | 竟陵縣 | 今湖北省潛江市西北                     | 江夏郡(220-280)                                   |                                                                                       |
| 江夏郡 （7）                                                                                                | 沙羨縣（220年-221年） 魯山（221年-約228年） 武昌縣（約229年-280年） | 雲杜縣 | 今湖北省京山縣駐地新市鎮               | 江夏郡(220-280)                                   |                                                                                       |
| 江夏郡 （7）                                                                                                | 沙羨縣（220年-221年） 魯山（221年-約228年） 武昌縣（約229年-280年） | 柴桑縣 | 今江西省九江市西南                     | 豫章郡(220-221)→武昌郡(221-228?)→江夏郡(229?-280) |                                                                                       |
| 江夏郡 （7）                                                                                                | 沙羨縣（220年-221年） 魯山（221年-約228年） 武昌縣（約229年-280年） | 下雉縣 | 今湖北省陽新縣東，富水南岸             | 西陵郡(220-221)→武昌郡(221-228?)→江夏郡(229?-280) |                                                                                       |
| 江夏郡 （7）                                                                                                | 沙羨縣（220年-221年） 魯山（221年-約228年） 武昌縣（約229年-280年） | 陽新縣 | 今湖北省陽新縣西，通山縣東交界處       | 西陵郡(220-221)→武昌郡(221-228?)→江夏郡(229?-280) |                                                                                       |
| 江夏郡 （7）                                                                                                | 沙羨縣（220年-221年） 魯山（221年-約228年） 武昌縣（約229年-280年） | 安陸縣 | 今湖北省雲夢縣                         |                                                   | 黃武年間（222年-229年）入魏，嘉禾五年（236年）吳國一度收取該縣，後失。                |
| 江夏郡 （7）                                                                                                | 沙羨縣（220年-221年） 魯山（221年-約228年） 武昌縣（約229年-280年） | 新市縣 | 今湖北省京山縣東北                     |                                                   | 一作南新市縣。黃武年間（222年-229年）入魏，嘉禾五年（236年）吳國一度收取該縣，後失。  |
| 江夏郡 （7）                                                                                                | 沙羨縣（220年-221年） 魯山（221年-約228年） 武昌縣（約229年-280年） | 石陽縣 | 今湖北省漢川市西北麻河鎮               |                                                   | 本魏國江夏郡領縣，嘉禾五年（236年）吳國一度收取該縣，後失。                           |
| 武陵郡 （9）                                                                                                | 臨沅縣                                                              | 臨沅縣 | 今湖南省常德市                         | 武陵郡(220-280)                                   |                                                                                       |
| 武陵郡 （9）                                                                                                | 臨沅縣                                                              | 吳壽縣 | 今湖南省常德市東北                     | 武陵郡(220-280)                                   | 東漢為漢壽縣，吳取荊州以後改名。                                                      |
| 武陵郡 （9）                                                                                                | 臨沅縣                                                              | 沅陵縣 | 今湖南省沅陵縣南，沅江東岸             | 武陵郡(220-280)                                   |                                                                                       |
| 武陵郡 （9）                                                                                                | 臨沅縣                                                              | 辰陽縣 | 今湖南省辰溪縣西南，辰江之北           | 武陵郡(220-280)                                   |                                                                                       |
| 武陵郡 （9）                                                                                                | 臨沅縣                                                              | 酉陽縣 | 今湖南省永順縣東南                     | 武陵郡(220-280)                                   |                                                                                       |
| 武陵郡 （9）                                                                                                | 臨沅縣                                                              | 鐔成縣 | 今湖南省靖州苗族侗族自治縣南           | 武陵郡(220-280)                                   |                                                                                       |
| 武陵郡 （9）                                                                                                | 臨沅縣                                                              | 沅南縣 | 今湖南省常德市西北，桃源縣東北         | 武陵郡(220-280)                                   |                                                                                       |
| 武陵郡 （9）                                                                                                | 臨沅縣                                                              | 遷陵縣 | 今湖南省保靖縣東北                     | 武陵郡(220-280)                                   |                                                                                       |
| 武陵郡 （9）                                                                                                | 臨沅縣                                                              | 龍陽縣 | 今湖南省常德市東南                     | 武陵郡(？-280)                                    | 吳時分吳壽縣置。                                                                      |
| 武陵郡 （9）                                                                                                | 臨沅縣                                                              | 黔陽縣 | 今湖南省保靖縣東北                     | 武陵郡(？-280)                                    | 吳時分酉陽縣置，吳末為西晉所佔。                                                      |
| 天門郡 （3）                                                                                                | 零陽縣                                                              | 零陽縣 | 今湖南省慈利縣東北                     | 武陵郡(220-263)→天門郡(263-280)                   |                                                                                       |
| 天門郡 （3）                                                                                                | 零陽縣                                                              | 充縣   | 今湖南省桑植縣                         | 武陵郡(220-263)→天門郡(263-280)                   |                                                                                       |
| 天門郡 （3）                                                                                                | 零陽縣                                                              | 漊中縣 | 今湖南省慈利縣西，漊水南岸             | 天門郡(263-280)                                   | 永安年間置縣。                                                                        |
| 長沙郡 （8）                                                                                                | 臨湘縣                                                              | 臨湘縣 | 今湖南省長沙市                         | 長沙郡(220-280)                                   | 為步騭侯國。                                                                          |
| 長沙郡 （8）                                                                                                | 臨湘縣                                                              | 攸縣   | 今湖南省攸縣東北                       | 長沙郡(220-280)                                   |                                                                                       |
| 長沙郡 （8）                                                                                                | 臨湘縣                                                              | 下隽縣 | 今湖北省通城縣西北                     | 長沙郡(220-280)                                   |                                                                                       |
| 長沙郡 （8）                                                                                                | 臨湘縣                                                              | 醴陵縣 | 今湖南省醴陵市                         | 長沙郡(220-280)                                   | 為顧雍侯國。                                                                          |
| 長沙郡 （8）                                                                                                | 臨湘縣                                                              | 羅縣   | 今湖南省汨羅市西北                     | 長沙郡(220-280)                                   |                                                                                       |
| 長沙郡 （8）                                                                                                | 臨湘縣                                                              | 吳昌縣 | 今湖南省平江縣東南                     | 長沙郡(220-280)                                   | 東漢為漢昌縣，吳時改名。                                                              |
| 長沙郡 （8）                                                                                                | 臨湘縣                                                              | 劉陽縣 | 今湖南省瀏陽縣東北                     | 長沙郡(220-280)                                   | 為潘濬侯國。                                                                          |
| 長沙郡 （8）                                                                                                | 臨湘縣                                                              | 建寧縣 | 今湖南省株洲市東北                     | 長沙郡(220?-280)                                  | 孫權時置縣。                                                                          |
| 長沙郡 （8）                                                                                                | 臨湘縣                                                              | 蒲圻縣 | 今湖北省嘉魚縣西南陸溪鎮               | 長沙郡(223-？)                                    | 黃武二年（223年）分武昌郡沙羨縣置，以蒲圻湖命名。吳末時已廢縣。                       |
| 長沙郡 （8）                                                                                                | 臨湘縣                                                              | 容陵縣 | 今湖南省攸縣西南                       | 長沙郡(220-222?)                                  | 漢末吳初廢縣。                                                                        |
| 衡陽郡 （10）                                                                                               | 湘南縣                                                              | 湘南縣 | 今湖南省湘潭縣東，漣水北岸古城         | 長沙郡(220-257)→衡陽郡(257-280)                   |                                                                                       |
| 衡陽郡 （10）                                                                                               | 湘南縣                                                              | 連道縣 | 今湖南省漣源市東，漣水南岸             | 長沙郡(220-257)→衡陽郡(257-280)                   |                                                                                       |
| 衡陽郡 （10）                                                                                               | 湘南縣                                                              | 益陽縣 | 今湖南省益陽縣東                       | 長沙郡(220-257)→衡陽郡(257-280)                   |                                                                                       |
| 衡陽郡 （10）                                                                                               | 湘南縣                                                              | 臨烝縣 | 今湖南省衡陽市                         | 長沙郡(220-257)→衡陽郡(257-280)                   |                                                                                       |
| 衡陽郡 （10）                                                                                               | 湘南縣                                                              | 湘鄉縣 | 今湖南省湘鄉市                         | 零陵郡(220-222?)→長沙郡(222?-257)→衡陽郡(257-280) |                                                                                       |
| 衡陽郡 （10）                                                                                               | 湘南縣                                                              | 重安縣 | 今湖南省衡陽縣西北                     | 零陵郡(220-222?)→長沙郡(222?-257)→衡陽郡(257-280) |                                                                                       |
| 衡陽郡 （10）                                                                                               | 湘南縣                                                              | 烝陽縣 | 今湖南省邵東縣東南佘田橋鎮             | 零陵郡(220-222?)→長沙郡(222?-257)→衡陽郡(257-280) |                                                                                       |
| 衡陽郡 （10）                                                                                               | 湘南縣                                                              | 湘西縣 | 今湖南省株洲縣南王十萬鄉，湘江北岸     | 衡陽郡(257-280)                                   | 孫亮時分湘南縣置。                                                                    |
| 衡陽郡 （10）                                                                                               | 湘南縣                                                              | 衡陽縣 | 今湖南省衡山縣南                       | 衡陽郡(257-280)                                   | 孫亮時分湘南縣置。                                                                    |
| 衡陽郡 （10）                                                                                               | 湘南縣                                                              | 新陽縣 | 今湖南省寧鄉縣西南                     | 衡陽郡(257-280)                                   | 孫亮時置縣。                                                                          |
| 湘東郡 （6）                                                                                                | 酃縣                                                                | 酃縣   | 今湖南省衡陽市東                       | 長沙郡(220-257)→湘東郡(257-280)                   |                                                                                       |
| 湘東郡 （6）                                                                                                | 酃縣                                                                | 荼陵縣 | 今湖南省荼陵縣東北                     | 長沙郡(220-257)→湘東郡(257-280)                   |                                                                                       |
| 湘東郡 （6）                                                                                                | 酃縣                                                                | 陰山縣 | 今湖南省衡東縣東南                     | 桂陽郡(220-257)→湘東郡(257-280)                   |                                                                                       |
| 湘東郡 （6）                                                                                                | 酃縣                                                                | 新平縣 | 今湖南省常寧市東北                     | 湘東郡(257-280)                                   | 孫亮時分桂陽郡耒陽縣置。                                                              |
| 湘東郡 （6）                                                                                                | 酃縣                                                                | 梨陽縣 | 地望不詳                               | 湘東郡(257-280)                                   | 孫亮時置。                                                                            |
| 湘東郡 （6）                                                                                                | 酃縣                                                                | 新寧縣 | 今湖南省常寧市西南                     | 湘東郡(257-280)                                   | 孫亮時分桂陽郡耒陽縣置。                                                              |
| 零陵郡 （10）                                                                                               | 泉陵縣                                                              | 泉陵縣 | 今湖南省永州市                         | 零陵郡(220-280)                                   |                                                                                       |
| 零陵郡 （10）                                                                                               | 泉陵縣                                                              | 零陵縣 | 今廣西壯族自治區興安縣東北界首鎮       | 零陵郡(220-280)                                   |                                                                                       |
| 零陵郡 （10）                                                                                               | 泉陵縣                                                              | 洮陽縣 | 今廣西壯族自治區全州縣西北             | 零陵郡(220-280)                                   |                                                                                       |
| 零陵郡 （10）                                                                                               | 泉陵縣                                                              | 觀陽縣 | 今廣西壯族自治區灌陽縣東，灌江東岸     | 零陵郡(220-280)                                   |                                                                                       |
| 零陵郡 （10）                                                                                               | 泉陵縣                                                              | 祁陽縣 | 今湖南省祁東縣東南                     | 零陵郡(？-280)                                    | 吳分泉陵縣置。                                                                        |
| 零陵郡 （10）                                                                                               | 泉陵縣                                                              | 永昌縣 | 今湖南省祁東縣西                       | 零陵郡(？-280)                                    | 吳時置縣。                                                                            |
| 零陵郡 （10）                                                                                               | 泉陵縣                                                              | 營浦縣 | 今湖南省道縣東北                       | 零陵郡(220-265)→營陽郡(265-？)→零陵郡(？-280)     |                                                                                       |
| 零陵郡 （10）                                                                                               | 泉陵縣                                                              | 營道縣 | 今湖南省寧遠縣東南                     | 零陵郡(220-265)→營陽郡(265-？)→零陵郡(？-280)     |                                                                                       |
| 零陵郡 （10）                                                                                               | 泉陵縣                                                              | 泠道縣 | 今湖南省寧遠縣東                       | 零陵郡(220-265)→營陽郡(265-？)→零陵郡(？-280)     |                                                                                       |
| 零陵郡 （10）                                                                                               | 泉陵縣                                                              | 舂陵縣 | 今湖南省寧遠縣西                       | 零陵郡(？-265)→營陽郡(265-？)→零陵郡(？-280)      | 吳分泠道縣舂陵鄉置縣。                                                                |
| 始安郡 （6）                                                                                                | 始安縣                                                              | 始安縣 | 今廣西壯族自治區桂林市                 | 零陵郡(220-265)→始安郡(265-280)                   |                                                                                       |
| 始安郡 （6）                                                                                                | 始安縣                                                              | 荔浦縣 | 今廣西壯族自治區荔浦縣西南             | 蒼梧郡(220-265)→始安郡(265-280)                   |                                                                                       |
| 始安郡 （6）                                                                                                | 始安縣                                                              | 平樂縣 | 今廣西壯族自治區平樂縣東北沙子鎮       | 始安郡(265-280)                                   | 甘露元年（265年）分荔浦縣置縣。                                                       |
| 始安郡 （6）                                                                                                | 始安縣                                                              | 尚安縣 | 今廣西壯族自治區鹿砦縣東北             | 始安郡(265-280)                                   | 甘露年間（265年-266年）分始安縣扶鄉置縣。                                             |
| 始安郡 （6）                                                                                                | 始安縣                                                              | 永豐縣 | 今廣西壯族自治區荔浦縣西北             | 始安郡(265-280)                                   | 甘露元年（265年）分荔浦縣永豐鄉置縣。                                                 |
| 始安郡 （6）                                                                                                | 始安縣                                                              | 始陽縣 | 地望不詳                               | 零陵郡(？)→始安郡(265-280)                        | 吳時置縣。（不詳何時）                                                                |
| 昭陵郡 （6）                                                                                                | 昭陵縣                                                              | 昭陵縣 | 今湖南省邵陽市                         | 零陵郡(220-266)→昭陵郡(266-280)                   |                                                                                       |
| 昭陵郡 （6）                                                                                                | 昭陵縣                                                              | 都梁縣 | 今湖南省隆回縣                         | 零陵郡(220-266)→昭陵郡(266-280)                   |                                                                                       |
| 昭陵郡 （6）                                                                                                | 昭陵縣                                                              | 夫夷縣 | 今湖南省邵陽市西，資水西岸             | 零陵郡(220-266)→昭陵郡(266-280)                   |                                                                                       |
| 昭陵郡 （6）                                                                                                | 昭陵縣                                                              | 昭陽縣 | 今湖南省邵東縣東北                     | 零陵郡(220-266)→昭陵郡(266-280)                   |                                                                                       |
| 昭陵郡 （6）                                                                                                | 昭陵縣                                                              | 高平縣 | 今湖南省隆回縣東北，新邵縣西交界處     | 昭陵郡(266-280)                                   | 孫皓時置縣。                                                                          |
| 昭陵郡 （6）                                                                                                | 昭陵縣                                                              | 新城縣 | 今湖南省邵東縣東                       | 昭陵郡(266-280)                                   | 孫皓時置縣。                                                                          |
| 桂陽郡 （6）                                                                                                | 郴縣                                                                | 郴縣   | 今湖南省郴州市                         | 桂陽郡(220-280)                                   |                                                                                       |
| 桂陽郡 （6）                                                                                                | 郴縣                                                                | 便縣   | 今湖南省永興縣駐地便江鎮               | 桂陽郡(220-280)                                   |                                                                                       |
| 桂陽郡 （6）                                                                                                | 郴縣                                                                | 耒陽縣 | 今湖南省耒陽市                         | 桂陽郡(220-280)                                   |                                                                                       |
| 桂陽郡 （6）                                                                                                | 郴縣                                                                | 南平縣 | 今湖南省藍山縣東北古城                 | 桂陽郡(220-280)                                   |                                                                                       |
| 桂陽郡 （6）                                                                                                | 郴縣                                                                | 臨武縣 | 今湖南省臨武縣東                       | 桂陽郡(220-280)                                   |                                                                                       |
| 桂陽郡 （6）                                                                                                | 郴縣                                                                | 陽安縣 | 今湖南省資興市西南                     | 桂陽郡(220-280)                                   | 東漢為漢寧縣，孫權時改名。                                                            |
| 始興郡 （6）                                                                                                | 曲江縣                                                              | 曲江縣 | 今廣東省韶關市東南                     | 桂陽郡(220-265)→始興郡(265-280)                   |                                                                                       |
| 始興郡 （6）                                                                                                | 曲江縣                                                              | 桂陽縣 | 今廣東省連州市                         | 桂陽郡(220-265)→始興郡(265-280)                   |                                                                                       |
| 始興郡 （6）                                                                                                | 曲江縣                                                              | 含洭縣 | 今廣東省英德市西北浛洸鎮               | 桂陽郡(220-265)→始興郡(265-280)                   |                                                                                       |
| 始興郡 （6）                                                                                                | 曲江縣                                                              | 湞陽縣 | 今廣東省英德市東                       | 桂陽郡(220-265)→始興郡(265-280)                   |                                                                                       |
| 始興郡 （6）                                                                                                | 曲江縣                                                              | 中宿縣 | 今廣東省清新縣西北                     | 南海郡→(縣廢)→始興郡(265-280)                     | 本南海郡轄縣，疑漢末吳初時廢縣併入四會縣，甘露元年（265年）左右分四會縣之北鄉復置縣。 |
| 始興郡 （6）                                                                                                | 曲江縣                                                              | 始興縣 | 今廣東省韶關市東北                     | 始興郡(265-280)                                   | 甘露元年（265年）置縣。                                                               |
| 臨賀郡 （6）                                                                                                | 臨賀縣                                                              | 臨賀縣 | 今廣西壯族自治區賀州市東南             | 蒼梧郡(220-226)→臨賀郡(226-280)                   |                                                                                       |
| 臨賀郡 （6）                                                                                                | 臨賀縣                                                              | 封陽縣 | 今廣西壯族自治區賀州市八步區東南信都鎮 | 蒼梧郡(220-226)→臨賀郡(226-280)                   |                                                                                       |
| 臨賀郡 （6）                                                                                                | 臨賀縣                                                              | 馮乘縣 | 今湖南省江華瑤族自治縣西南             | 蒼梧郡(220-226)→臨賀郡(226-280)                   |                                                                                       |
| 臨賀郡 （6）                                                                                                | 臨賀縣                                                              | 富川縣 | 今廣西壯族自治區鍾山縣駐地鍾山鎮       | 蒼梧郡(220-226)→臨賀郡(226-280)                   |                                                                                       |
| 臨賀郡 （6）                                                                                                | 臨賀縣                                                              | 謝沐縣 | 今湖南省江永縣西南                     | 蒼梧郡(220-226)→臨賀郡(226-280)                   |                                                                                       |
| 臨賀郡 （6）                                                                                                | 臨賀縣                                                              | 建興縣 | 今廣西壯族自治區賀州市東北桂嶺鎮       | 臨賀郡(226-280)                                   | 約孫權時分臨賀縣置。                                                                  |

## 廣州

### 州域範圍
範圍為今天的廣東省（不含北部清遠、韶關部分及雷州半島）及廣西壯族自治區（不含西北部桂林部分及南部的防城港、欽州、北海）的大部分。

### 歷史沿革
吳黃武五年（226年），孫權以交趾3郡距離州治懸遠，於是分交州南海、蒼梧、鬱林、合浦、高涼、寧浦6郡置廣州，掃除交趾士燮家族勢力後便取消了廣州的建置。永安六年（263年），交趾呂興起兵，導致交趾三郡一度入魏，甚至合浦以北也開始騷動。吳國感到合浦以南地區前途未卜，於是將交州一分為二，以交州南海、蒼梧、鬱林、高涼4郡復置廣州。
天紀三年（279年）夏，孫皓下令科實廣州戶口。合浦郡部曲督郭馬居廣州，與部下將領何典、王族、吳述、殷興等發動兵變，殺廣州督虞授。郭馬自號都督交、廣二州諸軍事、安南將軍，殷興稱廣州刺史，吳述稱南海太守。隨後何典率軍何典攻蒼梧，王族攻始興。八月，孫皓以司空滕脩為鎮南將軍，假節廣州牧，統軍一萬南討郭馬，在始興為王族所阻，不得前進。郭馬殺南海太守劉略，驅逐廣州刺史徐旗。孫皓又派遣徐陵督陶濬率兵七千從西路進兵，交州牧陶璜率部及發合浦、鬱林諸郡兵從西路赴南海，策應滕脩南下，準備東西兩路合擊郭馬。同年晉伐吳大軍出動，吳軍被迫北調。
天紀四年（280年）三月，西晉兵抵建業，孫皓出降。滕脩北還，與廣州刺史閭豐、蒼梧太守王毅各送印綏降晉。

### 行政區劃

#### 州治
廣州治番禺縣（今廣東省廣州市）。

#### 郡級行政區
永安六年（263年）置廣州，領原交州南海、蒼梧、鬱林、高涼4郡，後析置桂林郡（274年置）、高興郡（孫皓時置），吳末領有6郡。
南海郡
東漢舊郡，郡治番禺縣（今廣東省廣州市），領番禺、博羅、中宿、龍川、四會、揭陽、增城7縣。漢末吳初時廢中宿縣；新置平夷縣（吳時析番禺縣置）。吳末領番禺、四會、增城、博羅、龍川、揭陽、平夷7縣。
蒼梧郡
東漢舊郡，郡治廣信縣（今廣西壯族自治區梧州市），領廣信、謝沐、高要、封陽、臨賀、端谿、馮乘、富川、荔浦、猛陵、鄣平11縣。黃武五年（226年）臨賀、封陽、馮乘、富川、謝沐5縣移屬臨賀郡。黃武七年（228年）以後合浦郡臨允縣來隸。孫權時置新寧（不詳何時）、豐城（不詳何時）、建陵（248年以前置）3縣。甘露元年（265年）荔浦縣移屬始安郡。
吳末領廣信、猛陵、端溪、高要、鄣平、臨允、建陵、新寧、豐城9縣。
鬱林郡
東漢舊郡，郡治陰平縣（今廣西壯族自治區貴港市），領布山、安廣、阿林、廣鬱、中溜、桂林、潭中、臨塵、定周、增食、臨浦、新邑、長平、建始、陰平、懷安、武安17縣。吳時省臨塵、定周、增食3縣。鳳凰三年（274年）武安、潭中、中留、桂林4縣移屬桂林郡。
吳末領布山、臨浦、廣鬱、阿林、安廣、陰平、新邑、長平、建始、懷安10縣。
桂林郡
鳳凰三年（274年）分鬱林郡4縣置。郡治武安縣（今廣西壯族自治區象州縣西），領武安、潭中、中留、桂林、武豐（吳置）、粟平（吳置）、軍騰（吳置）7縣。至吳末未變。
高涼郡
東漢建安二十五年（220年）分合浦郡高涼縣置，郡治安寧縣（今廣東省陽江市西），領安寧（分高涼縣置）、思平（東漢末置）、高涼3縣。至吳末未變。
高興郡
孫皓時分高涼郡置，郡治廣化縣（今廣東省陽江市西），領廣化（吳時分高涼縣置）、海寧、莫陽、西平、化平5縣。至吳末未變。

#### 縣級行政區
| 廣州（州治：番禺縣）                                                                                        |        |        |                                      |                                   |                                       |
| 說明：本表為吳國天紀四年（280年）廣州各郡所轄的縣份；以深灰色表示者，為曾經建置，後因種種原因而不存在的縣份 |        |        |                                      |                                   |                                       |
| 郡名 （縣數）                                                                                               | 郡治   | 縣名   | 今地位置(2012年12月)                 | 隸屬郡國                          | 備注                                  |
| 南海郡 （7）                                                                                                | 番禺縣 | 番禺縣 | 今廣東省廣州市                       | 南海郡(220-280)                   | 為呂岱侯國。                          |
| 南海郡 （7）                                                                                                | 番禺縣 | 四會縣 | 今廣東省四會市城區                   | 南海郡(220-280)                   |                                       |
| 南海郡 （7）                                                                                                | 番禺縣 | 增城縣 | 今廣東省增城市東北                   | 南海郡(220-280)                   |                                       |
| 南海郡 （7）                                                                                                | 番禺縣 | 博羅縣 | 今廣東省博羅縣                       | 南海郡(220-280)                   |                                       |
| 南海郡 （7）                                                                                                | 番禺縣 | 龍川縣 | 今廣東省龍川縣西                     | 南海郡(220-280)                   |                                       |
| 南海郡 （7）                                                                                                | 番禺縣 | 揭陽縣 | 今廣東省揭陽市西北                   | 南海郡(220-280)                   |                                       |
| 南海郡 （7）                                                                                                | 番禺縣 | 平夷縣 | 今廣東省江門市新會區西司前鎮         | 南海郡(222-280)                   | 吳時析番禺縣置縣。                    |
| 蒼梧郡 （9）                                                                                                | 廣信縣 | 廣信縣 | 今廣西壯族自治區梧州市               | 蒼梧郡(220-280)                   |                                       |
| 蒼梧郡 （9）                                                                                                | 廣信縣 | 猛陵縣 | 今廣西壯族自治區蒼梧縣西北、潯江北岸 | 蒼梧郡(220-280)                   |                                       |
| 蒼梧郡 （9）                                                                                                | 廣信縣 | 端溪縣 | 今廣東省德慶縣城區                   | 蒼梧郡(220-280)                   |                                       |
| 蒼梧郡 （9）                                                                                                | 廣信縣 | 高要縣 | 今廣東省肇慶市                       | 蒼梧郡(220-280)                   |                                       |
| 蒼梧郡 （9）                                                                                                | 廣信縣 | 鄣平縣 | 地望不詳                             | 蒼梧郡(220-280)                   |                                       |
| 蒼梧郡 （9）                                                                                                | 廣信縣 | 臨允縣 | 今廣東省新興縣南                     | 合浦郡(220-228?)→蒼梧郡(229?-280) |                                       |
| 蒼梧郡 （9）                                                                                                | 廣信縣 | 建陵縣 | 今廣西壯族自治區荔浦縣西南           | 蒼梧郡(248前-280)                 | 赤烏十一年（248年）以前置縣。         |
| 蒼梧郡 （9）                                                                                                | 廣信縣 | 新寧縣 | 今廣西壯族自治區梧州市南蒼梧縣境     | 蒼梧郡(？-280)                    | 孫權時置。                            |
| 蒼梧郡 （9）                                                                                                | 廣信縣 | 豐城縣 | 地望不詳                             | 蒼梧郡(？-280)                    | 孫權時置。                            |
| 鬱林郡 （10）                                                                                               | 陰平縣 | 布山縣 | 今廣西壯族自治區桂平市西南           | 鬱林郡(220-280)                   |                                       |
| 鬱林郡 （10）                                                                                               | 陰平縣 | 臨浦縣 | 今廣西壯族自治區賓陽縣西南           | 鬱林郡(220-280)                   |                                       |
| 鬱林郡 （10）                                                                                               | 陰平縣 | 廣鬱縣 | 今廣西壯族自治區凌雲縣東南           | 鬱林郡(220-280)                   |                                       |
| 鬱林郡 （10）                                                                                               | 陰平縣 | 阿林縣 | 今廣西壯族自治區桂平市東南           | 鬱林郡(220-280)                   |                                       |
| 鬱林郡 （10）                                                                                               | 陰平縣 | 安廣縣 | 今廣西壯族自治區橫縣西北             | 鬱林郡(220-280)                   |                                       |
| 鬱林郡 （10）                                                                                               | 陰平縣 | 陰平縣 | 今廣西壯族自治區貴港市               | 鬱林郡(220-280)                   |                                       |
| 鬱林郡 （10）                                                                                               | 陰平縣 | 新邑縣 | 地望不詳                             | 鬱林郡(220-280)                   |                                       |
| 鬱林郡 （10）                                                                                               | 陰平縣 | 長平縣 | 地望不詳                             | 鬱林郡(220-280)                   |                                       |
| 鬱林郡 （10）                                                                                               | 陰平縣 | 建始縣 | 地望不詳                             | 鬱林郡(220-280)                   |                                       |
| 鬱林郡 （10）                                                                                               | 陰平縣 | 懷安縣 | 今廣西壯族自治區貴港市南             | 鬱林郡(220-280)                   |                                       |
| 鬱林郡 （10）                                                                                               | 陰平縣 | 臨塵縣 | 今廣西壯族自治區崇左市               | 鬱林郡(220-？)                    | 吳初廢縣。                            |
| 鬱林郡 （10）                                                                                               | 陰平縣 | 定周縣 | 今廣西壯族自治區宜州市駐地慶遠鎮     | 鬱林郡(220-？)                    | 吳初廢縣。                            |
| 鬱林郡 （10）                                                                                               | 陰平縣 | 增食縣 | 今廣西壯族自治區隆安縣東             | 鬱林郡(220-？)                    | 吳初廢縣。                            |
| 桂林郡 （7）                                                                                                | 武安縣 | 武安縣 | 今廣西壯族自治區象州縣西             | 鬱林郡(220-274)→桂林郡(274-280)   |                                       |
| 桂林郡 （7）                                                                                                | 武安縣 | 潭中縣 | 今廣西壯族自治區柳州市東南           | 鬱林郡(220-274)→桂林郡(274-280)   |                                       |
| 桂林郡 （7）                                                                                                | 武安縣 | 中留縣 | 今廣西壯族自治區武宣縣東南           | 鬱林郡(220-274)→桂林郡(274-280)   |                                       |
| 桂林郡 （7）                                                                                                | 武安縣 | 桂林縣 | 今廣西壯族自治區象州縣東南           | 鬱林郡(220-274)→桂林郡(274-280)   |                                       |
| 桂林郡 （7）                                                                                                | 武安縣 | 武豐縣 | 地望不詳                             | 桂林郡(274-280)                   | 蓋孫皓時置縣。                        |
| 桂林郡 （7）                                                                                                | 武安縣 | 粟平縣 | 地望不詳                             | 桂林郡(274-280)                   | 蓋孫皓時置縣。                        |
| 桂林郡 （7）                                                                                                | 武安縣 | 軍騰縣 | 地望不詳                             | 桂林郡(274-280)                   | 蓋孫皓時置縣。                        |
| 高涼郡 （3）                                                                                                | 安寧縣 | 安寧縣 | 今廣東省陽江市西                     | 高涼郡(220-280)                   | 建安二十五（220年）年左右分高涼縣置。 |
| 高涼郡 （3）                                                                                                | 安寧縣 | 思平縣 | 今廣東省恩平市北                     | 高涼郡(220-280)                   | 東漢末置縣。                          |
| 高涼郡 （3）                                                                                                | 安寧縣 | 高涼縣 | 今廣東省陽江市北                     | 高涼郡(220-280)                   |                                       |
| 高興郡 （5）                                                                                                | 廣化縣 | 廣化縣 | 今廣東省陽江市西                     | 高興郡(264?-280)                  | 吳時分高涼縣置。                      |
| 高興郡 （5）                                                                                                | 廣化縣 | 海寧縣 | 今廣東省台山市西南                   | 高興郡(264?-280)                  | 吳時置縣。                            |
| 高興郡 （5）                                                                                                | 廣化縣 | 莫陽縣 | 今廣東省陽春市西                     | 高興郡(264?-280)                  | 吳時置縣。                            |
| 高興郡 （5）                                                                                                | 廣化縣 | 西平縣 | 今廣東省陽江市西北                   | 高興郡(264?-280)                  | 吳時置縣。                            |
| 高興郡 （5）                                                                                                | 廣化縣 | 化平縣 | 今廣東省化州市                       | 高興郡(264?-280)                  | 吳時置縣。                            |

## 交州

### 州域範圍
包括今天的廣東、廣西大部及越南北部。永安七年（264年）以後縮小至僅今廣東雷州半島、廣西南部的防城港、欽州、北海及越南北部。

### 歷史沿革
東漢建安十五年（210年），孫吳以步騭為交州刺史，孫吳的勢力範圍首度進入交州。士燮為了表示臣伏於吳，以兒子至吳作為人質，並每年貢獻當地寶物以維持其政權。延康元年（220年），呂岱代步騭為交州刺史。黃武二年（223年）劉備死後，士燮誘導益州豪姓雍闓反叛歸附東吳。諸葛亮平叛繼而佔領南中之後派李恢領交州刺史，企圖染指交州。
黃武五年（226年）交趾太守士燮逝世。為分割、削弱士氏家族勢力，孫權以士燮之子士徽為九真太守，以校尉陳時為交趾太守；又採納交州刺史呂岱的建議，分交州之南海、蒼梧、鬱林、高涼、合浦5郡立廣州，治番禺，以呂岱為刺史；交州轄交趾、九真、日南3郡，治龍編，以戴良為刺史。士徽不服不肯受命，自署為交趾太守，舉兵阻拒戴良等人入境。呂岱乃興兵征討，士徽兄弟6人見呂岱已至，大為震恐，不知所措，在兄長士祗的勸說下開城投降。呂岱命令將士氏一族盡誅之，之後繼續肅清士徽殘部。士氏勢力已除，於是罷廣州，重新併入交州。
赤烏十一年（248年），攻陷交趾、九真2郡夷人舉兵數城，攻打城邑，交州大亂。孫吳以陸胤安南校尉、交州刺史。陸胤到後，以恩德信義作號召，招納投降士民，高涼渠帥黃吳等率支黨三千餘家出降。後又率軍南行，繼續勸降，又留下錢財招降，最終令到餘下的叛軍都誠心歸降，交州再次安定下來。陸胤因功加安南將軍。及後陸胤又擊破蒼梧郡建陵縣叛民，前後收集了八千多人充實軍隊。
永安六年（263年），蜀漢滅亡之際，由於交趾太守孫諝的貪暴，引起當地民眾不滿。郡吏呂興等殺孫諝，並派人前往北方的曹魏朝廷，試圖得到曹魏的支持。交州境內的九真、日南二郡亦響應附和。當時適值魏滅蜀漢，就乘機奪取三郡，派官員及軍隊南下交州。不久，泰始元年（265年），司馬炎代魏，建立西晉，交趾等三郡成為晉朝轄地。孫晧銳意收復失地，乃於寶鼎三年（268年）派交州刺史劉俊、前部督脩則進軍交趾。西晉通過益州、南中派楊稷等領兵到交州，大敗吳軍，劉俊等戰死。建衡元年（269年），孫皓再度出兵，陶璜「自表討賊」（自我推薦參加戰事），孫皓便派虞汜為監軍、薛珝為威南將軍大都督，陶璜為蒼梧太守，經合浦再次出擊交趾。建衡三年（271年）陶璜與薛珝擊敗西晉軍，克服交趾，擒獲西晉所置守將，九真、日南三郡亦降吳，孫吳重新掌握交州。孫皓以陶璜為使持節、都督交州諸軍事、前將軍、交州牧。陶璜為了加強交州的統治，開置武平、新昌、九德三郡，並增置30餘縣。
天紀四年（280年），西晉南下攻吳，孫皓歸降，吳至此滅亡。陶璜仍保有交州，陶璜在孫皓親自寫信勸說下，才派員到西晉朝首都洛陽表示投降。

### 行政區劃

#### 州治
交州初治番禺縣（今廣東省廣州市）。永安七年（264年）以交州地域太遠，於是分置廣州，治番禺，交州徙治龍編（今越南社會主義共和國首都河內市）。

#### 郡級行政區
東漢建安末年，孫權據有交州，時計有交趾、日南、九真、合浦、蒼梧、鬱林、高涼、南海、寧浦9郡。黃武五年（226年）分6郡置廣州，旋而廢除。赤烏五年（242年）置珠崖郡。赤烏十一年（248年）置日南屬國，永安三年（260年）置合浦北部都尉。永安六年（263年），交趾呂興起兵，交趾三郡一度入魏。永安七年（264年）分交州南海、蒼梧、鬱林、高涼4郡置廣州。建衡三年（271年），吳將陶璜打敗西晉，攻克交趾三郡，平定交州。新立新昌、武平2郡及九真屬國，天紀二年（278年）時九真屬國改名九德郡。廢寧浦郡（不詳何時）及日南郡（278年廢）。計吳末領有7郡、1都尉、1屬國。
合浦郡
東漢舊郡。黃武七年（228年），改名珠官郡，孫亮時恢復原稱。郡治合浦縣（治今廣西壯族自治區浦北縣東北舊州），領合浦、朱崖、徐聞、平山4縣。吳時改朱崖縣為朱盧縣。黃武七年（228年）左右，臨允縣移屬蒼梧郡。赤烏五年（242年），徐聞縣移屬珠崖郡。永安三年（260年）置合浦北部都尉，管轄合浦郡北部地區。建衡三年（271年）左右，吳將陶璜平定交州，開置南平（吳末陶璜所開置）、毒質（吳末陶璜所開置）。
吳末時領有合浦、朱盧、南平、毒質、平山、連道、昌平7縣。
附：合浦北部都尉
永安三年（260年）以合浦郡平山縣置，都尉治平山縣（今廣西壯族自治區橫縣北），領平山、興道、昌平3縣。吳末時興道縣已廢，領平山、昌平2縣。
珠崖郡
赤烏五年（242年）分合浦郡徐聞縣置。郡治徐聞縣（今廣東省徐聞縣南），領徐聞、珠官（析徐聞縣置）。吳末時領縣同前。
交趾郡
東漢舊郡。郡治龍编縣（今越南社會主義共和國河內市東天德江北岸），領龍编、羸婁、安定、苟漏、麊泠、曲陽、北帶、稽徐、西於、朱鳶、封谿、望海12縣。建衡三年（271年）左右，吳將陶璜平定交州，開置吳興（吳末陶璜所開置）、武安（吳末陶璜所開置）、武寧（吳末陶璜所開置）、軍平（吳末陶璜所開置）4縣；麊泠縣移屬新昌郡，封溪縣移屬武平郡。
吳末領有龍編、定安、嬴婁、苟漏、望海、西於、朱鳶、曲陽、北帶、稽徐、吳興、武安、武寧、軍平14縣。
新昌郡
建衡三年（271年）分交趾郡麊泠縣置。郡治麊泠縣（今越南社會主義共和國富壽省北），領麊泠、嘉寧（吳末時陶璜分麊泠縣置）、吳定（吳末陶璜所開置）、封山（吳末陶璜所開置）4縣。吳未領縣同前。
武平郡
建衡三年（271年）分交趾郡封溪縣置。郡治封溪縣（今越南社會主義共和國永福省安樂縣東），領封溪、平道（吳末陶璜所開置）、武興（吳末陶璜所開置）、進山（吳末陶璜所開置）、根寧（吳末陶璜所開置）、安武（吳末陶璜所開置）、扶安（吳末陶璜所開置）7縣。吳未領縣同前。
九真郡
東漢舊郡。郡治胥浦縣（今越南社會主義共和國清化省清化市西北），領胥浦、居風、咸驩、無功、無編5縣。吳初置都龐縣，改居風縣為移風縣，省無功縣。永安七年（264）地入西晉。建衡三年（271年）左右，吳將陶璜平定交州，開置常樂（吳末陶璜分移風縣置）、建初（吳末陶璜所開置）、扶樂（吳末陶璜所開置）3縣，咸驩縣移屬九真屬國。
吳末時領胥浦、移風、都龐、常樂、建初、扶樂、無編7縣。
九德郡
疑吳將陶璜於建衡三年（271年）左右分九真郡咸驩縣置九真屬國。可能於天紀二年（278年）時改名九德郡。郡治咸驩縣（今越南社會主義共和國乂安省演州縣西），領咸驩、九德（吳末陶璜所開置）、陽成（吳末陶璜所開置）、越裳（吳末陶璜所開置）、都洨（吳末陶璜所開置）、扶芩（吳末陶璜所開置）、曲胥（吳末陶璜所開置）、朱吾、西卷、比景、盧容11縣。吳未領縣同前。
附：日南屬國
吳赤烏十一年（248年）左右以日南郡盧容縣置。治盧容縣（今越南社會主義共和國承天順化省順化市北），終吳世末變。
日南郡（廢郡）
東漢舊郡。郡治朱吾縣（今越南社會主義共和國廣平省洞海市南麗水縣），領朱吾、西卷、比景、盧容4縣。赤烏十一年（248年）西卷縣為林邑國所陷，後收復。
吳末時廢郡，併入九德郡。
寧浦郡（廢郡）
東漢建安二十三年（218年）時分鬱林、高涼及合浦三郡之地置郡，郡治平山縣，領平山、昌平二縣。後廢郡，併入合浦郡。

#### 縣級行政區
| 交州（州治：龍編縣）                                                                                        |                         |        |                                  |                                                 |                                           |
| 說明：本表為吳國天紀四年（280年）交州各郡所轄的縣份；以深灰色表示者，為曾經建置，後因種種原因而不存在的縣份 |                         |        |                                  |                                                 |                                           |
| 郡名 （縣數）                                                                                               | 郡治                    | 縣名   | 今地位置(2012年12月)             | 隸屬郡國                                        | 備注                                      |
| 合浦郡 （6）                                                                                                | 合浦縣                  | 合浦縣 | 今廣西壯族自治區合浦縣東北       | 合浦郡(220-280，珠官郡228-252?)                 |                                           |
| 合浦郡 （6）                                                                                                | 合浦縣                  | 朱盧縣 | 地望不詳                         | 合浦郡(220-280，珠官郡228-252?)                 | 東漢為朱崖縣，吳時改名。                  |
| 合浦郡 （6）                                                                                                | 合浦縣                  | 南平縣 | 地望不詳                         | 合浦郡(271-280)                                 | 建衡三年（271年）左右陶璜所開置。         |
| 合浦郡 （6）                                                                                                | 合浦縣                  | 毒質縣 | 地望不詳                         | 合浦郡(271-280)                                 | 建衡三年（271年）左右陶璜所開置。         |
| 合浦郡 （6）                                                                                                | 合浦北部都尉 （平山縣） | 平山縣 | 今廣西壯族自治區橫縣北           | 寧浦郡(220-？)→合浦郡(？-280)                   |                                           |
| 合浦郡 （6）                                                                                                | 合浦北部都尉 （平山縣） | 昌平縣 | 今廣西壯族自治區橫縣南           | 寧浦郡(220-？)→合浦郡(？-280)                   | 東漢末年時已置縣。                        |
| 合浦郡 （6）                                                                                                | 合浦北部都尉 （平山縣） | 興道縣 | 今廣西壯族自治區橫縣東南         | 寧浦郡(220-？)→合浦郡(？-？)                    | 永安三年（260年）左右置縣。吳末時已廢縣。 |
| 珠崖郡 （2）                                                                                                | 徐聞縣                  | 徐聞縣 | 今廣東省徐聞縣南                 | 合浦郡(220-228)→珠官郡(228-242)→珠崖郡(242-280) |                                           |
| 珠崖郡 （2）                                                                                                | 徐聞縣                  | 珠官縣 | 今廣東省徐聞縣南                 | 珠崖郡(242-280)                                 | 赤烏五年（242年）析徐聞縣置。             |
| 交趾郡 （14）                                                                                               | 龍編縣                  | 龍編縣 | 今越南河內市東天德江北岸         | 交趾郡(220-280)                                 | 為士燮侯國。                              |
| 交趾郡 （14）                                                                                               | 龍編縣                  | 定安縣 | 今越南河南省                     | 交趾郡(220-280)                                 |                                           |
| 交趾郡 （14）                                                                                               | 龍編縣                  | 嬴婁縣 | 今越南北寧省順成縣隴溪社         | 交趾郡(220-280)                                 |                                           |
| 交趾郡 （14）                                                                                               | 龍編縣                  | 苟漏縣 | 今越南河内市石室縣               | 交趾郡(220-280)                                 |                                           |
| 交趾郡 （14）                                                                                               | 龍編縣                  | 望海縣 | 今越南北江省北江市西南梂江北岸   | 交趾郡(220-280)                                 |                                           |
| 交趾郡 （14）                                                                                               | 龍編縣                  | 西於縣 | 今越南河內市北東英縣古螺社       | 交趾郡(220-280)                                 |                                           |
| 交趾郡 （14）                                                                                               | 龍編縣                  | 朱鳶縣 | 今越南河內市東南紅河西岸         | 交趾郡(220-280)                                 |                                           |
| 交趾郡 （14）                                                                                               | 龍編縣                  | 曲陽縣 | 今越南海陽省海陽市附近           | 交趾郡(220-280)                                 |                                           |
| 交趾郡 （14）                                                                                               | 龍編縣                  | 北帶縣 | 今越南興安省文林縣附近           | 交趾郡(220-280)                                 |                                           |
| 交趾郡 （14）                                                                                               | 龍編縣                  | 稽徐縣 | 今越南海陽省海陽市西計瑟一帶     | 交趾郡(220-280)                                 |                                           |
| 交趾郡 （14）                                                                                               | 龍編縣                  | 交興縣 | 地望不詳                         | 交趾郡(271-280)                                 | 建衡三年（271年）左右陶璜所開置。         |
| 交趾郡 （14）                                                                                               | 龍編縣                  | 武安縣 | 今越南南定省東南                 | 交趾郡(271-280)                                 | 建衡三年（271年）左右陶璜所開置。         |
| 交趾郡 （14）                                                                                               | 龍編縣                  | 武寧縣 | 今越南北寧省北寧市               | 交趾郡(271-280)                                 | 建衡三年（271年）左右陶璜所開置。         |
| 交趾郡 （14）                                                                                               | 龍編縣                  | 軍平縣 | 今越南廣寧省先安縣               | 交趾郡(271-280)                                 | 建衡三年（271年）左右陶璜所開置。         |
| 新昌郡 （4）                                                                                                | 麊泠縣                  | 麊泠縣 | 今越南富壽省北                   | 交趾郡(220-271)→新昌郡(271-280)                 |                                           |
| 新昌郡 （4）                                                                                                | 麊泠縣                  | 嘉寧縣 | 今越南河內市西巴位縣             | 新昌郡(271-280)                                 | 建衡三年（271年）左右分麊泠縣置縣。       |
| 新昌郡 （4）                                                                                                | 麊泠縣                  | 吳定縣 | 今越南宣光省                     | 新昌郡(271-280)                                 | 建衡三年（271年）左右陶璜所開置。         |
| 新昌郡 （4）                                                                                                | 麊泠縣                  | 封山縣 | 地望不詳                         | 新昌郡(271-280)                                 | 建衡三年（271年）左右陶璜所開置。         |
| 武平郡 （7）                                                                                                | 封溪縣                  | 封溪縣 | 今越南永福省安樂縣東             | 交趾郡(220-271)→武平郡(271-280)                 |                                           |
| 武平郡 （7）                                                                                                | 封溪縣                  | 平道縣 | 今越南永福省安樂縣               | 武平郡(271-280)                                 | 建衡三年（271年）左右陶璜所開置。         |
| 武平郡 （7）                                                                                                | 封溪縣                  | 武興縣 | 地望不詳                         | 武平郡(271-280)                                 | 建衡三年（271年）左右陶璜所開置。         |
| 武平郡 （7）                                                                                                | 封溪縣                  | 進山縣 | 地望不詳                         | 武平郡(271-280)                                 | 建衡三年（271年）左右陶璜所開置。         |
| 武平郡 （7）                                                                                                | 封溪縣                  | 根寧縣 | 地望不詳                         | 武平郡(271-280)                                 | 建衡三年（271年）左右陶璜所開置。         |
| 武平郡 （7）                                                                                                | 封溪縣                  | 安武縣 | 地望不詳                         | 武平郡(271-280)                                 | 建衡三年（271年）左右陶璜所開置。         |
| 武平郡 （7）                                                                                                | 封溪縣                  | 扶安縣 | 今越南太原省南普安縣             | 武平郡(271-280)                                 | 建衡三年（271年）左右陶璜所開置。         |
| 九真郡 （7）                                                                                                | 胥浦縣                  | 胥浦縣 | 今越南清化省清化市西北           | 九真郡(220-280)                                 |                                           |
| 九真郡 （7）                                                                                                | 胥浦縣                  | 移風縣 | 今越南清化省清化市北馬江南岸     | 九真郡(220-280)                                 | 東漢名居風縣，吳時改名。                  |
| 九真郡 （7）                                                                                                | 胥浦縣                  | 都龐縣 | 今越南清化省清化市北             | 九真郡(220-280)                                 |                                           |
| 九真郡 （7）                                                                                                | 胥浦縣                  | 常樂縣 | 今越南清化省清化市東             | 九真郡(271-280)                                 | 建衡三年（271年）左右陶璜分移風縣置。     |
| 九真郡 （7）                                                                                                | 胥浦縣                  | 建初縣 | 今越南清化省清化市東             | 九真郡(271-280)                                 | 建衡三年（271年）左右陶璜所開置。         |
| 九真郡 （7）                                                                                                | 胥浦縣                  | 扶樂縣 | 地望不詳                         | 九真郡(271-280)                                 | 建衡三年（271年）左右陶璜所開置。         |
| 九真郡 （7）                                                                                                | 胥浦縣                  | 無編縣 | 今越南清化省宜山市社西龍施       | 九真郡(220-280)                                 |                                           |
| 九真郡 （7）                                                                                                | 胥浦縣                  | 無功縣 | 今越南寧平省寧平市附近           | 九真郡(220-？)                                  | 吳初廢縣。                                |
| 九德郡 （11）                                                                                               | 咸驩縣                  | 咸驩縣 | 今越南乂安省演州縣西             | 九真郡(220-278)→九德郡(278-280)                 |                                           |
| 九德郡 （11）                                                                                               | 咸驩縣                  | 九德縣 | 今越南乂安省榮市                 | 九真郡(271-278)→九德郡(278-280)                 | 建衡三年（271年）左右陶璜所開置。         |
| 九德郡 （11）                                                                                               | 咸驩縣                  | 陽成縣 | 今越南乂安省榮市東               | 九真郡(271-278)→九德郡(278-280)                 | 建衡三年（271年）左右陶璜所開置。         |
| 九德郡 （11）                                                                                               | 咸驩縣                  | 越裳縣 | 今越南河靜省河靜市西北           | 九真郡(271-278)→九德郡(278-280)                 | 建衡三年（271年）左右陶璜所開置。         |
| 九德郡 （11）                                                                                               | 咸驩縣                  | 都洨縣 | 今越南乂安省榮市西北             | 九真郡(271-278)→九德郡(278-280)                 | 建衡三年（271年）左右陶璜所開置。         |
| 九德郡 （11）                                                                                               | 咸驩縣                  | 扶芩縣 | 地望不詳                         | 九真郡(271-278)→九德郡(278-280)                 | 建衡三年（271年）左右陶璜所開置。         |
| 九德郡 （11）                                                                                               | 咸驩縣                  | 曲胥縣 | 地望不詳                         | 九真郡(271-278)→九德郡(278-280)                 | 建衡三年（271年）左右陶璜所開置。         |
| 九德郡 （11）                                                                                               | 咸驩縣                  | 朱吾縣 | 今越南廣平省洞海市南麗水縣       | 日南郡(220-278)→九德郡(278-280)                 |                                           |
| 九德郡 （11）                                                                                               | 咸驩縣                  | 西卷縣 | 今越南廣治省廣治河與甘露河合流處 | 日南郡(220-278)→九德郡(278-280)                 |                                           |
| 九德郡 （11）                                                                                               | 咸驩縣                  | 比景縣 | 今越南廣平省南部，日麗江流域地區 | 日南郡(220-278)→九德郡(278-280)                 |                                           |
| 九德郡 （11）                                                                                               | 日南屬國 （盧容縣）     | 盧容縣 | 今越南承天順化省順化市北         | 日南郡(220-278)→九德郡(278-280)                 |                                           |

## 歷任刺史、州牧列表

### 實領
- 揚州
  - 呂範（222 - 228），黃武元年（222年）領揚州牧。（《吳志·呂範傳》、《建康實錄》卷一）
  - 諸葛恪（252 - 253），建興元年（252年）領揚州牧。（《吳志·諸葛恪傳》）

- 荊州
  - 孫權（220 - 222），黃初元年（220年）領荊州牧。（《吳志·孫權傳》）
  - 陸遜（222 - 244），黃武元年（222年）領荊州牧，繼孫權後。（《吳志·陸遜傳》）
  - 孫綝（258），永安元年領荊州牧。（《吳志·孫休傳》、《孫綝傳》）
  - 陸凱（264 - 266），元興元年（264年）領荊州牧。（《吳志·陸凱傳》）
  - 陶濬（266 - 280），繼陸凱後領荊州牧。（《晉書·陶璜傳》）

- 廣州
  - 呂岱，黃武五年（226年）領廣州刺史，旋解任。（《吳志·孫權傳》、《呂岱傳》）
  - 熊睦（？ - ？），孫皓時領廣州刺史。（《晉書·滕脩傳》）
  - 滕脩（271 - 278），孫皓時代熊睦領廣州刺史。（《晉書·滕脩傳》）
  - 滕脩（279 - 280），天紀三年（279年）領廣州牧。（《吳志·孫皓傳》、《晉書·滕脩傳》）
  - 徐旗（278 - 279），領廣州刺史，被逐。（《吳志·孫皓傳》）
  - 閭豐（279 - 280），天紀年間領廣州刺史。（《晉書·滕脩傳》）

- 交州
  - 呂岱（220 - 231），延康元年（220年）代步騭領交州牧。（《吳志·呂岱傳》）
  - 戴良（226），黃武五年（226年）任交州刺史，旋解任。《吳志·孫權傳》、《呂岱傳》）
  - 呂岱（239），赤烏二年（239年）領交州牧。（《吳志·呂岱傳》）
  - 陸胤（248 - 258），赤烏十一年（248年）領交州刺史。（《吳志·陸凱傳》）
  - 陶基，領交州刺史（不知何時）。（《晉書·陶璜傳》）
  - 劉俊（268），寶鼎三年（268年）領交州刺史。（《吳志·孫皓傳》；《晉書·武帝紀》、《陶璜傳》）
  - 虞汜（271 - ？），建衡三年（271年）以討扶嚴任交州刺史。（《吳志·虞翻傳》引《會稽典錄》）
  - 陶璜（271 - 280），建衡三年（271年）克交州後領交州牧。（《晉書·陶璜傳》）

### 遙領
- 豫州
  - 諸葛瑾（229 - 241），黃龍元年（229年）遙領豫州牧。（《吳志·諸葛瑾傳》）
  - 陸凱（258 - 264），永安元年（258年）遙領豫州牧。（《吳志·陸凱傳》）

- 冀州
  - 步騭，黃龍元年（229年）遙領冀州牧。（《吳志·步騭傳》）

- 兗州
  - 朱然，黃龍元年（229年）遙領兗州牧。（《吳志·朱然傳》）

- 徐州
  - 賀齊（224 - 228），因逼退曹休之功，遙領徐州牧。（《吳志·賀齊傳》）
  - 全琮，黃龍元年（229年）遙領徐州牧。（《吳志·全琮傳》）
  - 丁奉，永安二年（259年）遙領徐州牧。（《吳志·丁奉傳》）

- 青州
  - 朱桓，黃龍元年（229年）遙領青州牧。（《吳志·朱桓傳》）
  - 公孫淵，嘉禾二年（233年）拜青州牧。（《吳志·孫權傳》）
  - 濮陽興，元興元年（264年）遙領青州牧。（《吳志·濮陽興傳》）

- 益州
  - 陸抗，元興元年（264年）遙領益州牧。（《吳志·陸抗傳》）

## 註解
1. ↑  陳健梅言有九真、日南2屬國，但應該只有日南1屬國。
2. ↑  統計應為332縣，陳健梅遺漏營陽郡4縣。（陳健梅《孫吳政區地理研究》第10頁。）
3. ↑  這裡當中116縣孫吳屬縣，為廬江郡皖、尋陽2縣，蘄春郡蘄春、邾2縣，丹陽郡建業、宛陵、溧陽、丹陽、故鄣、潛、蕪湖、湖熟、句容、江乘、春穀、宣城、安吉、原鄉、寧國、懷安、廣德、始安、永平19縣，新都郡始新、黟、歙、新定、犁陽、休陽6縣，吳郡吳、海鹽、烏程、餘杭、由拳、錢唐、富春、陽羡、婁、永安、臨水11縣及海昌屯田都尉，吳郡西部都尉毗陵、丹徒、曲阿、無錫4縣，會稽郡山陰、鄮、烏傷、諸暨、永興、太末、上虞、剡、餘姚、句章、鄞、章安、永寧、東冶、新安、長山、吳寧、建安、漢興、南平、豐安、松陽、建平、定陽、始寧26縣，豫章郡南昌、海昏、建城、建昌、艾、彭澤、新淦、永修、新吳、上蔡、漢平、西安、富城、柴桑、南城、臨汝、宜春17縣，鄱陽郡鄱陽、餘汗、鄡陽、上饒、葛陽、樂安、鍾陵、廣昌、歷陵、東安10縣，廬陵郡高昌、石陽、興平、遂興、雩都、贛、南野、平都、永新、南安10縣，臨川郡臨城、石城、涇、安吳、陵陽5縣；另32縣當指九江、廣陵、廬江3郡曹魏屬縣及廢縣。
4. ↑  陳健梅以《吳志陳武傳》有「廬江松滋人」一文，認為吳廬江郡尚領有松滋縣，但孔祥軍指出，此松滋縣是魏地的松滋縣。
5. 1 2  李曉杰認為安豐縣「當係孫權稱帝後所置」。（李曉杰《東漢政區地理》第207頁）
6. ↑  《宋書·州郡志一》載「南沙令，本吳縣司鹽都尉署。吳時名沙中。吳平後，立暨陽縣割屬之。晉成帝咸康七年，罷鹽署，立以為南沙縣」，孔祥軍誤讀此段，認為吳郡有沙中縣。（《三國政區地理》第186頁）
7. ↑  陳健梅據《吳志·諸葛瑾傳》注引《吳書》「赤烏中，諸郡出部伍，新都都尉陳表、吳郡都尉顧承各率所領人會佃毗陵，男女各數萬口」之文，認為赤烏年間毗陵已置典農校尉。（陳健梅《孫吳政區地理研究》第72頁）
8. ↑  孔祥軍統計認為孫吳會稽郡尚領東陽郡的新安、平昌、吳寧、定陽、豐安、永康6縣。
9. ↑  孔祥軍據《文選·江賦》引沈瑩《臨海水土物志》「初寧縣多」云云，認為臨海郡有初寧縣。（《三國政區地理》第205頁）疑即「永寧縣」之誤。
10. ↑  李曉杰《東漢政區地理》推算東漢末丹陽郡領25縣（不含歸入臨川郡的臨城縣，若扣除江北廢棄縣份的歷城縣則為24縣），許嵩《建康實錄》卷一黃武元年注語「丹陽郡領一十九縣」，以此可知臨川郡最少領有5縣。吳增僅考證「其所屬諸縣大約西接豫章，東接丹陽，南接新都，如臨城、石城等縣皆是其地」。據吳增僅所推測的地理範圍來看，其領縣可能是臨城、石城、涇、安吳、陵陽5縣。
11. ↑  李曉杰《東漢政區地理》第227頁，陳健梅《孫吳政區地理研究》第144-145頁。
12. ↑  《吳志·孫權傳》，《宋書·州郡志》記載於黃武四年（225年）置，相差一年。
13. ↑  陳健梅《孫吳政區地理研究》第145-147頁。
14. ↑  故鄣郡線索裊裊，陳健梅據《景定建康志》，故鄣郡分自丹陽郡，轄境當為時丹陽郡溧水以南地區，可考諸縣有懷安、寧國、陵陽三縣，郡治陵陽。（陳健梅《孫吳政區地理研究》第147頁）而據《景定建康志》「永安中分溧水以北六縣為丹陽郡」之文推測，扣除丹陽郡溧水（即中江，今青弋江、胥河、梅渚河、中河、北溪河、大溪河等河）以北的建業、丹陽、蕪湖、永平、句容、臼陽（地望不詳，推測在茅山一帶）6縣，故鄣郡應領陵陽、懷安、寧國、廣德、安吳、涇、宣城、宛陵、春穀、臨城、石城、故鄣、安吉、原鄉、於潛、始安（地望不詳，應包含在故鄣郡內）16縣。
15. ↑  孔祥軍《三國政區地理研究》，第187-188頁。
16. ↑  《太平寰宇記》云「後主分新淦、石陽兩縣置巴丘郡」（《太平寰宇記》卷109〈吉州新淦縣〉引《輿地志》），此說可能有誤，新淦、石陽2縣之間隔有巴丘、陽城2縣，若設巴丘郡時不含此2縣，則巴丘郡勢必成為有二塊轄地且互不接壤的郡。「巴丘」之名東漢建安年已見，疑《輿地志》此文當作「吳主分新淦、石陽兩縣置巴丘縣」。
17. ↑  陳健梅引謝鍾英說，認為《宋志》、《晉志》無巴丘郡，可能不久後省併。（陳健梅《孫吳政區地理研究》第148頁）
18. ↑  陳健梅據《吳志·諸葛恪傳》「臼陽長胡伉得降民周遺」云云，認為在諸葛恪任丹陽太守期間己置臼陽縣。（陳健梅《孫吳政區地理研究》，第51-52頁）
19. ↑  《中國歷史地圖集·三國圖組》作「犁陽縣」，《吳志·賀齊傳》、《晉書·地理志》及《宋書·州郡志》均作「黎陽縣」。
20. ↑  陳健梅據《宋書·州郡志一》「無錫令，漢舊縣。吳省」，認為「縣省於吳置毗陵典農校尉時」。（陳健梅《孫吳政區地理研究》第66頁）
21. ↑  《宋書》卷36〈州郡志二·豫章太守〉記載「吳平侯相，漢靈帝中平中立曰漢平，吳更名」，《水經·贛水注》記載「牽水又東逕吳平縣，舊漢平也。晉太康元年，改為吳平矣」。中華書局點校本校刊記言「此作吳更名，誤」。
22. ↑  陳健梅考証作「歷陵縣」。（陳健梅《孫吳政區地理研究》第118頁）孔祥軍據《吳志·孫皓傳》「〔天璽元年〕鄱陽言歷陽山石文理成字」，裴注引《江表傳》「歷陽縣有石山臨水……時歷陽長表上言石印發」，及《說郛》卷51引雷次宗《豫章古今記》「孫氏又分鄱陽、歷陽、餘干、鄒陽、樂安等五縣及廬江共為鄱陽郡」之文，認為東漢歷陵縣在建安十五年（210年）時已改名歷陽縣，入晉後復為「歷陵」（因與淮南郡歷陽縣重名之故）。（胡阿祥《中國行政區劃通史·三國兩晉南朝卷》第507頁）
23. ↑  陳健梅認為吳時東安、樂安並立，東安後併於樂安。（陳健梅《孫吳政區地理研究》第119頁）
24. ↑  陳健梅《孫吳政區地理研究》，第150頁。
25. ↑  陳健梅認為孫休始置郡時治巫，泰始五年晉襲取巫，吳建平郡徙治秭歸，《寰宇記》等諸書所言郡治秭歸，乃是泰始五年以後的情況。（《孫吳政區地理研究》，第165頁）
26. ↑  陳健梅認為陽新、下雉二縣於黃初二年（221）移屬武昌，則西陵郡當廢於該年。（《孫吳政區地理研究》，頁231）
27. ↑  陳健梅認為猇亭之役後，潘璋拜襄陽太守，固陵郡蓋廢於此時，即黃武元年。（《孫吳政區地理研究》，頁231）
28. ↑  陳健梅認為編縣初屬吳境，後入魏。（陳健梅《孫吳政區地理研究》第152頁）
29. ↑  陳健梅認為臨沮自蜀入吳，後入魏，為魏襄陽郡屬縣。（陳健梅《孫吳政區地理研究》，第153頁）
30. ↑  陳健梅認為當陽後為晉有。（陳健梅《孫吳政區地理研究》第152頁）
31. ↑  陳健梅認為呂蒙卒於魏黃初二年，則州陵縣最早廢於該年。（陳健梅《孫吳政區地理研究》第152頁）
32. ↑  走馬樓簡牘的時間紀年在建安二十五年至嘉禾六年之間，建寧縣見於吳簡，則縣當為孫權所置。（陳健梅《孫吳政區地理研究》第191頁）
33. ↑  《水經注》卷三八溱水：吳孫皓分四會之北鄉立。《一統志》據此疑漢末嘗併入四會縣，吳復置。（陳健梅《孫吳政區地理研究》頁223）
34. ↑  陳健梅認為在該年置縣（陳健梅《孫吳政區地理研究》頁223）
35. ↑  胡守為：《嶺南古史》，第76-80頁。
36. ↑  胡守為：《嶺南古史》，第92頁。
37. ↑  陳健梅《孫吳政區地理研究》，第235頁。
38. ↑  陳健梅《孫吳政區地理研究》第241頁。
39. ↑  陳健梅《孫吳政區地理研究》第245頁：兩漢志、晉、宋、南齊志鬱林郡並治布山縣。吳移治陰平蓋與鬱林郡夷賊活動有關。
40. ↑  陳健梅《孫吳政區地理研究》第255頁：吳增僅認為《晉志》序文所云歸命侯置郡十二（始安、始興、邵陵、安成、新昌、武平、九德、吳興、東陽、桂林、滎陽、宜都），其中「宜都」當是「高興」誤文，高興郡置於孫皓初年。其說當是。
41. ↑  孔祥軍《三國政區地理研究》第229頁寧浦郡條）
42. ↑  譯其驤《中國歷史地圖集·三國圖組》誤作連道縣。
43. ↑  孔祥軍《三國政區地理研究》據《宋書·州郡志四》「興道令，晉武帝太康元年，以合浦北部營之連道立。吳錄有此縣，未詳」的記載，認為吳時名興道縣，後似見廢，故沈約以未詳疑之，至太康元年似於合浦北部之連道鄉再置興道縣。
44. ↑  孔祥軍認為揚州建安郡有吳興縣，一國不當有兩吳興，則當從《晉志》作交興。（孔祥軍《三國政區地理研究》，第231頁）
45. ↑  孔祥軍據《輿地廣記》認為三國屬武平郡。（孔祥軍《三國政區地理研究》第232頁）
46. ↑   註:

### 引用
1. ↑  《三國志》卷64〈諸葛恪傳〉曰：「權寢疾，議所付託。時朝臣咸皆注意於恪，而孫峻表恪器任輔政，可付大事。權嫌恪剛很自用，峻以當今朝臣皆莫及，遂固保之，乃徵恪。」
2. ↑  《三國志》卷64〈孫峻傳〉：「既誅諸葛恪，遷丞相大將軍，督中外諸軍事、假節，進封富春侯。」
3. ↑  《元和郡縣圖志》卷26〈江南道·潤州上元縣〉：「吳長沙桓王孫策定江東，置揚州於建業。」
4. ↑  《三國志》卷46〈孫策傳〉：「策輕軍晨夜襲拔廬江，勳眾盡降。」
5. ↑  《三國志》卷47〈孫權傳〉：「黃初二年六月，權令將軍賀齊督糜芳、劉邵等襲蘄春，邵等生虜宗。」
6. ↑  《三國志》卷56〈呂範傳〉：「權破羽還，都武昌，拜範建威將軍，封宛陵侯，領丹楊太守，治建業。」
7. ↑  《建康實錄》卷1：「〔黃武元年〕，詔揚州置牧，以丹陽太守呂範為揚州牧，以東勝將軍高瑞領丹陽太守，復自建業徙治蕪湖。」
8. ↑  《建康實錄》卷3：「〔五鳳元年〕春正月，以大將軍、左司馬李衡為丹陽太守，自蕪湖又徙治宛陵。」
9. 1 2  《景定建康志》卷15：「永安中分溧水以北六縣為丹陽郡，仍治建業。」；卷20考證云：「永安中分置故鄣郡，丹陽所領惟溧陽以北六縣。」
10. ↑  《宋書》卷35〈州郡志一〉：「晉陵太守，吳時分吳郡無錫以西為毗陵典農校尉。」
11. 1 2 3  《三國志》卷48〈孫皓傳〉：「寶鼎元年，分會稽為東陽郡，分吳、丹楊為吳興郡，以零陵北部為邵陵郡。」
12. ↑  《三國志》卷48〈孫皓傳〉裴松之注引孫皓詔曰：「古者分土建國，所以襃賞賢能，廣樹藩屏。秦毀五等為三十六郡，漢室初興，闓立乃至百五，因事制宜，蓋無常數也。今吳郡陽羨、永安、餘杭、臨水及丹楊故鄣、安吉、原鄉、於潛諸縣，地勢水流之便，悉注烏程，既宜立郡以鎮山越，且以藩衛明陵，奉承大祭，不亦可乎！其亟分此九縣為吳興郡，治烏程。」
13. ↑  《宋書》卷35〈州郡志一〉：「東陽太守，本會稽西部都尉，吳孫皓寶鼎元年立。」
14. 1 2 3 4  《三國志》卷48〈孫亮傳〉：「太平二年，以長沙東部為湘東郡，西部為衡陽郡，會稽東部為臨海郡，豫章東部為臨川郡。」
15. ↑  ：《宋書》卷35〈州郡志一〉：「臨海太守，本會稽東部都尉，孫亮太平二年立。」
16. 1 2  《三國志》卷48〈孫休傳〉：「永安三年，以會稽南部為建安郡，分宜都置建平郡。」
17. ↑  《宋書》卷35〈州郡志一〉：「建安太守，屬會稽。後分冶地為會稽東、南二部都尉。東部，臨海是也；南部，建安是也。」
18. ↑  《宋書》卷36〈州郡志二〉：「臨川內史，吳孫亮太平二年，分豫章東部都尉立。」
19. ↑  陳健梅《孫吳政區地理研究》第136頁：「按：吳以豫章東部為臨川郡，郡治當為東部都尉治，《洪志》（洪亮吉《補三國志疆域志補注》）引《記纂淵海》治南城，《吳表》（吳增僅《三國郡縣表附考證》）從之，《圖集》（譚其驤《中國歷史地圖集》）亦治南城，今暫從之，待考。」
20. ↑  《太平寰宇記》卷110〈江南西道撫州〉：「吳太平二年以南城、臨汝二縣置臨川郡，更增置宜黃、安浦、新建、西平、西城、東興、南豐、永城八縣。」
21. ↑  《三國志》卷48〈孫皓傳〉：「寶鼎二年，分豫章、廬陵、長沙為安成郡。」；《太平寰宇記》卷109〈江南西道吉州〉：「《地志》：吳分豫章之新喻、宜春，廬陵之平都、永新，長沙之安成、萍鄉，六縣為安成郡。」
22. ↑  《三國志》卷56〈朱然傳〉：「《權奇其能，分丹楊為臨川郡，然為太守，臣松之案：此郡尋罷，非今臨川郡。授兵二千人。」
23. ↑  《太平寰宇記》卷109〈吉州新淦縣〉：「《輿地志》云：後主分新淦、石陽兩縣置巴丘郡。」
24. ↑  《三國志》卷48〈孫亮傳〉：「五鳳二年，使衞尉馮朝城廣陵。」
25. ↑  《三國志》卷48〈孫亮傳〉：「太平元年，先遣欽及驃騎呂據、車騎劉纂、鎮南朱異、前將軍唐咨軍自江都入淮、泗。」
26. ↑  《三國志》卷47〈孫權傳〉：「赤烏十三年，遣軍十萬，作堂邑涂塘以淹北道。」
27. ↑  《宋書》卷35〈州郡志一·丹陽尹〉：「溧陽令，漢舊縣。吳省為屯田〔都尉〕。」
28. ↑  《宋書》卷35〈州郡志一·丹陽尹〉：「湖熟令，漢舊縣。吳省為典農都尉。」
29. ↑  《宋書》卷35〈州郡志一·南琅邪太守〉：「江乘令，漢舊縣。本屬丹陽，吳省為典農都尉。」
30. ↑  《宋書》卷35〈州郡志一·淮南太守〉：「于湖令，太康二年分丹陽縣立，本吳督農校尉。」
31. ↑  《宋書》卷35〈州郡志一·新安太守〉：「海寧令，孫權分歙為休陽縣，晉太康元年更名。」；《太平寰宇記》卷104〈歙州休寧縣〉：「吳避孫休諱改為海陽縣，晉平吳，改為海寧。」
32. ↑  《三國志》卷47〈孫權傳〉：「黃龍三年，由拳野稻自生，改為禾興縣。……赤烏五年春正月，立子和為太子，大赦，改禾興為嘉興。」；《宋書》卷35〈州郡志一·吳郡太守〉：「嘉興令，此地本名長水，秦改曰由拳。吳孫權黃龍四年，由拳縣生嘉禾，改曰禾興。孫皓父名和，又改名曰嘉興。」
33. ↑  《宋書》卷35〈州郡志一·吳郡太守〉：「建德令，吳分富春立。」；《元和郡縣圖志》卷25〈睦州建德縣〉：「本漢富春縣地，吳黃武四年分置建德縣。」
34. ↑  《宋書》卷35〈州郡志一·吳郡太守〉：「桐廬令，吳分富春立。」；《元和郡縣圖志》卷25〈睦州桐廬縣〉：「本漢富春縣之桐溪鄉，吳黃武四年分置桐廬縣。」
35. ↑  《宋書》卷35〈州郡志一·吳郡太守〉：「壽昌令，吳分富春立新昌縣。」
36. ↑  《宋書》卷35〈州郡志一·吳郡太守〉：「嘉新城令，浙江西南名為桐溪，吳立為新城縣，後并桐廬。《晉太康地志》無。」；《太平寰宇記》卷93〈杭州〉：「黃初五年，又析富春縣置新城縣。」；《水經》卷40〈漸江水注〉：「（新城）縣，故富春地，孫權置，後省并桐廬。」
37. 1 2  《三國志》卷47〈孫權傳〉：「嘉禾三年，詔復曲阿為雲陽，丹徒為武進。」
38. ↑  《宋書》卷35〈州郡志一·東陽太守〉：「永康令，赤烏八年分烏傷上浦立。」；《太平寰宇記》卷97〈江南東道·婺州永康縣〉：「赤烏八年，分烏傷之上浦為永康縣。」
39. ↑  《續漢志》卷22〈郡國志四〉劉昭注：「〔建安〕二十三年，立遂昌縣。」；《宋書》卷35〈州郡志一·東陽太守〉：「遂昌令，孫權赤烏二年，分太末立曰平昌。」；陳健梅《孫吳政區地理研究》第90頁：「錢大昕從《宋志》，以為建安二十三年所分者為定陽非遂昌也。《一統志》卷三零五處州府從《宋志》，當是。」
40. ↑  《通典》卷182〈州郡典十二〉：「吳赤烏八年，置武義縣。」；《輿地廣記》卷22〈婺州武義縣〉：「吳赤烏八年置，後廢。」；陳健梅《孫吳政區地理研究》第90頁：「吳增僅列於孫權黃武元年至太元二年格。」
41. ↑  《宋書》卷35〈州郡志一·臨海太守〉：「臨海令，吳分章安立。」；《太平寰宇記》卷98〈江南東道台州〉：「吳大帝分章安、永寧置臨海縣。」
42. ↑  《三國志》卷47〈孫權傳〉：「（黃龍三年）會稽南始平言嘉禾生。」；《宋書》卷35〈州郡志一·臨海太守〉：「始豐令，吳立曰始平。」；《元和郡縣圖志》卷26〈江南道二·台州〉：「吳分章安置南始平縣。」；《太平寰宇記》卷98〈江南東道·台州天台縣〉：「吳初置，為南始平縣。」
43. ↑  《宋書》卷35〈州郡志一·永嘉太守〉：「安固令，吳立曰羅陽，孫皓改曰安陽。」；《元和郡縣圖志》卷26〈江南道二·溫州安固縣〉：「吳分章安置羅陽縣，少帝改曰安陽。」
44. ↑  《宋書》卷36〈州郡志二·晉安太守〉：「羅江男相，吳立，屬臨海。」
45. ↑  《太平寰宇記》卷101〈邵武軍邵武縣〉：「本後漢東侯官縣之北鄉也。建安元年，孫策稱會稽守，置南平縣。吳景帝〔永安〕三年改為昭武。」
46. ↑  《宋書》卷36〈州郡志二·建安太守〉：「吳興子相，漢末立曰漢興，吳更名。」；《元和郡縣圖志》卷29〈江南道五·建州浦城縣〉：「本漢興縣，吳永安三年改曰吳興。」；《太平寰宇記》卷101〈建州浦城縣〉：「縣本後漢東侯官之北鄉也，獻帝末立漢興縣，至吳永安三年改為吳興縣。」
47. ↑  《元和郡縣圖志》卷29〈江南道五·建州〉：「吳永安三年置。」；《太平寰宇記》卷100〈南劍州將樂縣〉引《後漢書》：「永安三年析建安之校鄉立將樂縣。」
48. ↑  《太平寰宇記》卷100〈南劍州〉：「吳永安三年立為南平縣。」
49. ↑  《宋書》卷36〈州郡志二·晉安太守〉：「晉安男相，吳立曰東安。」；《輿地廣記》卷34〈泉州南安縣〉：「吳置東安縣，晉改曰晉安。縣蓋與郡同立。」
50. ↑  《輿地紀勝》卷27〈瑞州高安縣〉：「孫權置宜豐縣。」
51. ↑  《宋書》卷36〈州郡志二·豫章太守〉：「康樂侯相，吳孫權黃武中立曰陽樂。」
52. ↑  《宋書》卷36〈州郡志二·廬陵太守〉：「遂興男相，吳立曰新興。」；《太平寰宇記》卷109〈吉州泰和縣〉引《輿地志》云：「後漢獻帝立遂興縣，吳大帝改曰新興。」
53. ↑  《宋書》卷36〈州郡志二·廬陵太守〉：「陽豐男相，吳曰陽城。」'"`UNIQ--ref-000000F3-QINU`"'
54. ↑  《宋書》卷36〈州郡志二·廬陵太守〉：「東昌子相，吳立。」；《太平寰宇記》卷109〈吉州泰和縣〉引《輿地志》云：「吳後主置。」
55. ↑  《宋書》卷36〈州郡志二·廬陵太守〉：「西昌侯相，吳立。」
56. ↑  《宋書》卷36〈州郡志二·廬陵太守〉：「吉陽男相，吳立。」；《太平寰宇記》卷109〈吉州吉水縣〉引《輿地志》云：「吳後主二年置吉陽縣。」
57. ↑  《宋書》卷36〈州郡志二·南康公相〉：「陂陽男相，吳立曰揭陽。」；《太平寰宇記》卷108〈虔州虔化縣〉：「吳嘉禾五年置揭陽縣。」
58. ↑  《宋書》卷36〈州郡志二·南康公相〉：「寧都子相，吳立曰楊都。」；《舊唐書》卷40〈地理志三〉：「虔化，吳分贛立陽都縣。」；《太平寰宇記》卷108〈虔州虔化縣〉：「吳大帝分贛縣立陽都縣，《吳錄》、《地志》屬廬陵南部。」；《元和郡縣圖志》卷28〈江南道四·虔州虔化縣〉：「本漢贛縣地，吳寶鼎三年初置新都（當作陽都）。」
59. ↑  《宋書》卷36〈州郡志二·南康公相〉：「平固侯相，吳立曰平陽。」
60. ↑  《宋書》卷36〈州郡志二·臨川內史〉：「東興侯相，吳立。」（陳健梅謂析自南城）
61. ↑  《宋書》卷36〈州郡志二·臨川內史〉：「南豐令，吳立。」；《元和郡縣圖志》卷28〈江南道四．撫州〉：「本漢南城縣之地，吳少帝以為南豐縣。」；《太平寰宇記》卷110〈撫州南豐縣〉：「吳太平二年置。」
62. ↑  《宋書》卷36〈州郡志二·臨川內史〉：「宜黃侯相，吳立。」；《輿地紀勝》卷29〈撫州宜黃縣〉：「《臨川志》：本後漢臨汝縣地，吳孫亮太平二年分置宜黃縣，屬臨川郡。」
63. ↑  《宋書》卷36〈州郡志二·臨川內史〉：「新建侯相，吳立。」；《元和郡縣圖志》卷28〈江南道四·撫州崇仁縣〉：「本漢臨汝縣之地，吳少帝太平二年分臨汝為新建縣，屬臨川郡。」
64. ↑  《宋書》卷36〈州郡志二·臨川內史〉：「安浦男相，吳立。」；《太平寰宇記》卷110〈撫州崇仁縣〉：「廢安浦縣南縣西南二百九十里，吳太平二年置，以安浦村為名。」
65. ↑  《宋書》卷36〈州郡志二·臨川內史〉：「西豐侯相，吳立曰西平。」；《太平寰宇記》卷110〈撫州臨川縣〉：「吳太平二年，以臨汝縣為臨川郡，於郡南更置西平縣。」
66. ↑  《太平寰宇記》卷110〈撫州崇仁縣〉：「吳立曰西城，晉改西寧；廢西平縣，吳太平二年置，以寧水為名。」
67. ↑  《宋書》卷36〈州郡志二·臨川內史〉：「永城男相，吳立。」
68. ↑  《元和郡縣圖志》卷28〈江南道四·袁州新喻縣〉：「本漢宜春縣地，吳孫皓分置新渝縣，因渝水為名。」
69. ↑  《宋書》卷36〈州郡志二·安成太守〉：「萍鄉侯相，吳立。」；《元和郡縣圖志》卷28〈江南道四·袁州新喻縣〉：「本漢宜春縣地，吳寶鼎二年分立萍鄉。」
70. ↑  《三國志》卷32〈先主傳〉建安二十年。
71. ↑  《建康實錄》卷2〈太祖下〉：「黃龍元年秋九月，帝遷都於建業。以陸遜為上將軍，詔輔太子登，留守武昌。」；《三國志》卷58〈陸遜傳〉：「赤烏七年，代顧雍為丞相，詔曰：『……其州牧都護領武昌事如故。』」，卷64〈諸葛恪傳〉：「會遜卒，恪遷大將軍，假節，駐武昌，代遜領荊州事。」
72. ↑  《三國志》卷61〈陸凱傳〉：「孫皓立，遷鎮西大將軍，都督巴丘，領荊州牧，進封嘉興侯……建衡二年，大司馬施績卒，拜抗都督信陵、西陵、夷道、樂鄉，公安諸軍事，治樂鄉；鳳凰元年，東還樂鄉；二年春，就拜大司馬、荊州牧。」
73. ↑  《宋書》卷37〈州郡志三〉：「建平太守，吳孫休永安三年，分宜都立，領信陵、興山、秭歸、沙渠四縣。」
74. ↑  《水經》卷34〈江水注〉：「孫休分為建平郡，治巫城。」
75. ↑  《三國志》卷58〈陸遜傳〉：「〔陸遜〕潛遣將軍周峻、張梁等擊江夏新市、安陸、石陽。」；《建康實錄》卷2〈太祖下〉：「嘉禾中，都護諸軍，與諸葛瑾等征襄陽，定安陸、石陽。」
76. ↑  《三國志》卷58〈孫休傳〉：「永安六年，分武陵為天門郡。」
77. ↑  《宋書》卷37〈州郡志三〉：「衡陽內史，吳孫亮太平二年，分長沙西部都尉立。」
78. ↑  《宋書》卷37〈州郡志三〉：「湘東太守，吳孫亮太平二年，分長沙東部都尉立。」
79. 1 2  《三國志》卷48〈孫皓傳〉：「甘露元年，以零陵南部為始安郡，桂陽南部為始興郡。」
80. ↑  《宋書》卷37〈州郡志三〉：「始建內史，吳孫皓甘露元年，分零陵南部都尉立始安郡。」
81. ↑  《宋書》卷37〈州郡志三〉：「邵陵太守，吳孫皓寶鼎元年，分零陵北部都尉立。」
82. ↑  《宋書》卷37〈州郡志三〉：「廣興公相，吳孫皓甘露元年，分桂陽南部都尉，立為始興郡。」
83. ↑  《元和郡縣圖志》卷37〈嶺南道·賀州〉：「漢蒼梧郡地，吳黃武五年，割蒼梧置臨賀郡。」
84. ↑  《三國志》卷55〈甘寧傳〉：「權嘉寧功，拜西陵太守，領陽新、下雉兩縣。」
85. ↑  《三國志》卷55〈潘璋傳〉：「權即分宜都巫、秭歸二縣為固陵郡，拜璋為太守、振威將軍，封溧陽侯。」
86. ↑  《三國志》卷47〈孫權傳〉：「〔黃初二年〕，權自公安都鄂，改名武昌，以武昌、下稚、尋陽、陽新、柴桑、沙羨六縣為武昌郡。」
87. ↑  《太平寰宇記》卷112〈鄂州武昌縣〉：「甘露初析江夏置武昌郡。」
88. ↑  《水經注》卷38〈湘水〉：「魏咸熙二年，孫皓分零陵置營陽郡，在營水之陽，故以名郡。」
89. ↑  《宋書》卷37〈州郡志三·巴陵太守〉：「監利侯相，按《晉起居注》，太康四年，復立南郡之監利縣，尋復省之。言由先有而被省也，疑是吳所立，又是吳所省。」；《輿地廣記》卷27〈江陵府監利縣〉：「吳分華容立，尋省。」
90. ↑  《宋書·卷三十七·州郡志三·巴陵太守》：「州陵侯相，漢舊縣，屬南郡，晉武帝太康元年復立，疑是吳所省也。」
91. ↑  《三國志》卷47〈孫權傳〉：「黃武元年，改夷陵為西陵。」
92. ↑  《宋書》卷37〈州郡志三·建平太守〉：「興山令，疑是吳立。；《通典·州郡十三·巴東郡》：「興山：吳主孫休置。」；《太平寰宇記》卷148〈歸州·秭歸縣〉：「景帝永安三年分秭歸縣北界立興山縣，屬建平郡。」
93. ↑  《三國志》卷41〈霍峻傳〉注引《襄陽記》：「憲還，襲取吳之巫城。」
94. ↑  《元和郡縣圖志》卷30〈施州〉：「吳分〔巫縣〕立沙渠縣。」
95. ↑  《宋書》卷37〈州郡志三·建平太守〉：「信陵令，疑是吳立。」
96. ↑  《三國志》卷47〈孫權傳〉：「黃初二年，權自公安都鄂，改名武昌。」
97. ↑  《宋書》卷37〈州郡志三·武陵太守〉：「漢壽伯相，吳曰吳壽。」
98. ↑  《宋書》卷37〈州郡志三·武陵太守〉：「龍陽侯相，《晉太康地理志》、《何志》吳立。」；《輿地紀勝》卷68〈常德府·龍陽縣〉：「《元和志》：本漢索縣地，吳分立龍陽縣，屬武陵郡。」
99. ↑  《太平寰宇記》卷120〈江南西道〉：「吳分酉陽之境置黔陽郡。《吳錄》：黔陽屬武陵郡。」；《宋書》卷37〈州郡志三〉：「晉末平吳時，峽中立武陵郡，有黽陽、黔陽縣，咸寧元年並省。」
100. ↑  《宋書》卷37〈州郡志三·天門太守〉：「漊中令，二漢無，《晉太康地志》有，疑是吳立。」
101. ↑  《宋書》卷37〈州郡志三·長沙內史〉：「吳昌侯相，後漢立曰漢昌，吳更名。」
102. ↑  《元和郡縣圖志》卷27〈鄂州蒲圻縣〉：「吳大帝分立蒲圻縣，因蒲圻湖為名。」；《太平寰宇記》卷112〈鄂州蒲圻縣〉：「吳黃武二年分沙羨置，屬長沙。」
103. ↑  《宋書》卷37〈州郡志三·江夏太守〉：「蒲圻男相，晉武帝太康元年立。」
104. ↑  《宋書》卷37〈州郡志三·衡陽內史〉：「湘西令，吳立。」；《水經注》卷38〈湘水〉：「湘水又歷湘西縣南，分湘南置也。」
105. ↑  《宋書》卷37〈州郡志三·衡陽內史〉：「衡山男相，吳立曰衡陽。」；《元和郡縣圖志》卷29〈潭州·湘潭縣〉：「本漢湘南縣地，吳分立衡陽縣。」
106. ↑  《宋書》卷37〈州郡志三·衡陽內史〉：「新康男相，吳曰新陽。」
107. ↑  《元和郡縣圖志》卷29〈潭州·常寧縣〉：「吳分耒陽置新平縣。」
108. ↑  《宋書》卷37〈州郡志三·湘東太守〉：「利陽（張勃《吳錄》有此縣，利作梨）。」
109. ↑  《輿地廣記》卷26〈衡州·常寧縣〉：「吳分耒陽置新寧縣。」
110. ↑  《通典·州郡十三·零陵郡祁陽》：「漢泉陵縣地，吳置今縣。」
111. ↑  《宋書》卷37〈州郡志三·零陵內史〉：「永昌令，吳立。」
112. ↑  《宋書》卷37〈州郡志三·營陽太守〉：「舂陵令，前漢舊縣，舂陵侯徙國南陽，省。吳復立，屬零陵。」
113. ↑  《元和郡縣圖志》卷37〈昭州〉：「吳甘露元年分富川縣（陳健梅謂當作荔浦縣）置平樂縣，屬始安郡。」
114. ↑  《宋書》卷37〈州郡志三·始建內史〉：「熙平令，吳立為尚安。」；《水經注》卷38〈灕水〉：「縣本始安之扶鄉，孫皓割以為縣。」
115. ↑  《水經注》卷38〈灕水〉：「縣本蒼梧之北鄉，孫皓割以為縣。」；《元和郡縣圖志》卷37〈桂州永豐縣〉：「吳甘露元年，析漢荔浦縣之永豐鄉置。」
116. ↑  《宋書》卷37〈州郡志三·邵陵太守〉：「高平男相，吳立。」
117. ↑  《輿地紀勝》卷59〈寶慶府〉：「《寰宇記》云：吳置，晉永嘉中併入邵陽縣。」
118. ↑  《元和郡縣圖志》卷29〈郴州資興縣〉：「本漢郴縣地，後漢於此置漢寧縣，吳改曰陽安。」
119. ↑  《宋書》卷37〈州郡志三·臨慶內史〉：「興安侯相，吳立曰建興。」；《元和郡縣圖志》卷37〈賀州桂嶺縣〉：「本漢臨賀縣之地，吳分置建興縣。」
120. ↑  《三國志》卷47〈吳主傳〉：「是歲（黃武五年），分交州置廣州，俄復舊。」；卷49〈士燮傳〉：「權以交阯縣遠，乃分合浦以北為廣州，呂岱為刺史；交阯以南為交州，戴良為刺史。」
121. ↑  《三國志·孫皓傳》天紀三年。
122. ↑  《晉書》卷57〈滕脩傳〉：「脩率衆赴難。至巴丘而皓已降，乃縞素流涕而還，與廣州刺史閭豐、蒼梧太守王毅各送印綬。」
123. ↑  《三國志》卷48〈三嗣主傳〉：「鳳凰三年，分鬱林為桂林郡。」
124. ↑  《續漢志》卷23〈郡國志五〉「高涼縣，建安二十五年，孫權立高涼郡。」
125. ↑  《大清一統志》卷447〈肇慶府〉：「建安二十五年，孫權置高涼郡，又分高涼置安寧縣為郡治，晉因之。」
126. ↑  《方輿紀要》卷101〈肇慶府陽江縣〉：吳分高涼縣置廣化，為高興郡治。
127. ↑  《宋書》卷38〈州郡志四·新會太守〉：「新夷令：吳立曰夷平。」；《方輿紀要》卷101〈廣州府新會縣〉：「新夷廢縣在縣西四十五里，三國吳析番禺置平夷縣。」
128. ↑  《宋書》卷38〈州郡志四·新寧太守〉：「臨允令：吳立，屬蒼梧。」；《太平寰宇記》卷162〈桂州〉：「修仁縣，本漢荔浦縣地，吳孫皓（陳健梅謂當作孫權）置建陵縣。」
129. ↑  《宋書》卷37〈州郡志三·臨慶內史〉：「寧新令：二漢無，當是吳所立，屬蒼梧。」，卷38〈州郡志四·蒼梧太守〉：晉武帝太康元年，改新寧曰寧新。」
130. ↑  《宋書》卷38〈州郡志四·永平太守〉：「豐城令：吳立，屬蒼梧。」
131. ↑  《宋書》卷38〈州郡志四·高涼太守〉：「安寧令：吳立。」；《大清一統志》卷447〈肇慶府〉：建安二十五年，孫權置高涼郡，又分高涼置安寧縣為郡治。」
132. ↑  《方輿紀要》卷101〈肇慶府陽江縣〉：吳分高涼縣置廣化，為高興郡治。
133. ↑  《宋書》卷38〈州郡志四·寧浦太守〉：海安男相：吳曰海寧，晉武改名。《太康地志》屬高興。
134. ↑  《三國志》卷60〈呂岱傳〉。
135. ↑  《三國志》卷61〈陸凱傳〉
136. ↑  房玄齡等《晉書》卷57〈陶璜傳〉，北京中華書局，1558頁；呂士朋《北屬時期的越南》，香港中文大學新亞研究所，61─62頁。
137. ↑  陳壽《三國志》卷48〈孫皓傳〉，北京中華書局，1167頁。
138. ↑  陳壽《三國志》卷48〈孫皓傳〉，北京中華書局，1167頁；房玄齡等《晉書·陶璜傳》，北京中華書局，1558頁；呂士朋《北屬時期的越南》，香港中文大學新亞研究所，62頁。
139. ↑  陳壽《三國志》卷48〈孫皓傳〉，北京中華書局，1168頁；房玄齡等《晉書》卷57〈陶璜傳〉，北京中華書局，1558─1559頁；呂士朋《北屬時期的越南》，香港中文大學新亞研究所，62頁。
140. ↑  《續漢志·郡國志五》注引王範《交廣春秋》曰：「建安十五年治番禺縣。」
141. ↑  《宋書》卷三十八《州郡志四》交州刺史：「及分為廣州，治番禺，交州還治龍編。」（謝鍾英、吳增僅皆以為還治龍編在永安七年。）
142. ↑  《三國志》卷47〈孫權傳〉：「黃武七年，改合浦為珠官郡。」；《宋書》卷38〈州郡志四〉：「合浦太守，漢武帝立，孫權黃武七年，更名珠官，孫亮復舊。」
143. ↑  《晉書》卷15〈地理志下〉：「永安六年，復分交州置
廣州，分合浦立合浦北部，以都尉領之。」；《宋書》卷38〈州郡志四〉：「寧浦太守：《吳錄》，孫休永安三年，分合浦立為合浦北部尉，領平山、興道、寧浦三縣。」
144. ↑  《晉書》卷15〈地理志下·交州〉：「赤烏五年，復置珠崖郡。」
145. 1 2  《三國志·卷四十八·孫皓傳》：「建衡三年，分交阯為新昌郡。諸將破扶嚴，置武平郡。」
146. ↑  《方輿紀要》卷112〈安南清化府〉：「後漢省，三國吳復置，晉初廢。」
147. ↑  《晉書》卷57〈陶璜傳〉：「〔陶〕璜征討開置三郡九真屬國。」
148. ↑  《元和郡縣圖志》卷38〈嶺南道五·驩州〉：「吳歸命侯天紀二年，分九真之咸驩置九德縣（陳健梅謂當作九德郡）。」；《太平寰宇記》卷171〈嶺南道·驩州九德縣〉：「吳分日南置九德郡。」
149. ↑  《水經注》卷36〈溫水〉：「晉太康三年，省日南郡屬國都尉，以其所統盧容縣置日南郡。」
150. ↑  《宋書》卷38〈州郡志四〉：「日南太守，秦象郡，漢武元鼎六年更名，吳省，晉武帝太康三年復立。」；《太平寰宇記》卷165〈嶺南道鬱林州南流縣〉：「廢牢州……秦為象郡地，二漢屬日南郡，吳省，晉平吳復置。」
151. ↑  《宋書》卷38〈州郡志四·寧浦太守〉：「《廣州記》，漢獻帝建安二十三年，吳分鬱林立，治平山縣。」；《輿地紀勝》卷113〈廣南西路·橫州〉：「《圖經序》：吳建安二十三年吳立寧浦郡。」；《太平寰宇記》卷166〈嶺南道·橫州〉：「《吳錄》云吳以合浦北部為寧浦郡，《廣州記》云吳分鬱林郡置。」；《舊唐書》卷41〈地理志四·邕州下都督府橫州寧浦縣〉：「州所治，漢廣鬱縣地，屬鬱林郡。吳分置寧浦縣及立郡。」；《輿地廣記》卷37〈廣南西路·橫州寧浦縣〉：「本漢廣鬱縣地，吳分置寧浦縣及立郡。」；《記纂淵海》卷15〈廣南東路·橫州寧浦縣〉：「本漢廣鬱、高涼二縣地，吳於高涼置寧浦縣及郡。」
152. ↑  楊守敬《三國郡縣表補正》：「朱盧在今鬱林州南，後漢改為朱崖，吳朱盧仍當屬合浦。按：《宋志》「吳立」不確，當是吳改名。」
153. 1 2 3 4 5 6 7 8 9 10 11 12 13 14 15 16 17 18 19 20 21 22 23 24  吳增僅《三國郡縣表附考證》：「《晉書·陶璜傳》『孫皓以璜為交州牧。武平、九德、新昌土地阻險，夷獠勁悍，歷世不賓，璜征討，開置三郡，及九真屬國三十餘縣』，考璜以交州牧，攻復交趾、九真、日南等郡，復與廣州刺史滕脩破廣州諸賊，是交、廣二州新置諸縣均璜所開置為多。若交州合浦之南平、毒身二縣'"`UNIQ--ref-0000026A-QINU`"'，交趾之吳興、武安二縣，新興之嘉寧、吳定、封山三縣，武平之武寧、武平、平道、軍平、武興、進山、根寧、安武、扶安九縣，九真之常樂、建初、扶樂三縣，九德之九德、陽成、越常、扶苓、曲胥五縣，廣州桂林之常安、武豐、粟平、武據、軍騰五縣，高興之廣化、海寧、莫陽、西山、化平五縣，凡三十四縣。或諸志已言吳末所立，或《晉志》有其縣而諸志不能詳其始，立疑即璜所置三十餘縣也。地居荒徼，吳又即亡入晉，以後諸縣或存或廢，故諸書不能質言耳。」
154. ↑  《宋書》卷38〈州郡志四·寧浦太守〉：「寧浦令，《晉太康地記》本名昌平，武帝太康元年更名。吳錄有此縣，未詳。」；孔祥軍《三國政區地理研究》第229頁：「昌平縣似於寧浦郡初置時分合浦高涼、鬱林廣鬱二縣地所立，據本郡考證，寧浦郡初置於建安二十三年，則昌平縣當於建安二十三年立。」
155. ↑  《輿地紀勝》卷124〈瓊州〉：「《元和志》：吳大帝於徐聞縣立珠崖郡，於其地立珠官一縣。」
156. ↑  《宋書》卷38〈州郡志四·交趾太守〉：「吳興令，吳立。」
157. ↑  《宋書》卷38〈州郡志四·交趾太守〉：「南定令，吳立曰武安。」
158. ↑  《宋書》卷38〈州郡志四·交趾太守〉：「武寧令，吳立。」
159. ↑  《宋書》卷38〈州郡志四·交趾太守〉：「海平令，吳立曰軍平。」
160. ↑  《元和郡縣圖志》卷38〈嶺南道·峰州嘉寧縣〉：「本漢麊泠縣地，吳分其地立嘉寧縣。」
161. ↑  《宋書》卷38〈州郡志四·武平太守〉：「海平令：吳立。」
162. ↑  《元和郡縣圖志》卷38〈嶺南道五·安南府平道縣〉：「平道縣，本扶嚴夷地，吳時開為武平郡，立平道縣屬之。」
163. ↑  《宋書》卷38〈州郡志四·九真太守〉：「移風令，故名居風，吳更立。」
164. ↑  《宋書》卷38〈州郡志四·九真太守〉：「常樂令，吳立。」；《元和郡縣圖志》卷38〈嶺南道五·愛州安順縣〉：「本漢居風縣地，吳改為移風，又分置常樂縣。」
165. ↑  《宋書》卷38〈州郡志四·九真太守〉：「建初令，吳立。」
166. 1 2 3  《宋書》卷38〈州郡志四·九德太守〉：「九德令，何志吳立。　浦陽令：陽遠，吳立曰陽成，太康二年更名。　越裳令：何志吳立。」
167. ↑   參: